# Estonsko
Estonsko (estonsky  Eesti), plným názvem Estonská republika (estonsky Eesti Vabariik), je stát u Baltského moře v severní Evropě, nejsevernější z pobaltských zemí. Na severu sousedí přes Finský záliv s Finskem, na západě přes moře se Švédskem, na jihu s Lotyšskem a na východě s Čudsko-pskovským jezerem a Ruskem. Nížinatá a rovinatá země s vlhkým kontinentálním podnebím se skládá z pevniny, větších ostrovů Saaremaa a Hiiumaa a více než 2 200 dalších ostrovů a ostrůvků na pobřeží Baltského moře. Dělí se na 15 krajů, na ploše asi 45 000 km² žije 1,4 milionu obyvatel. Hlavním a největším městem je Tallinn, mezi další velká města patří Tartu, Narva a Pärnu. Dvě třetiny obyvatel jsou Estonci, největšími  menšinami jsou Rusové (24 %) a Ukrajinci (5 %). Úředním jazykem je estonština, druhý nejpoužívanější baltofinský jazyk na světě.
Území dnešního Estonska obývají lidé již nejméně od roku 9000 př. n. l. Středověké původní obyvatelstvo Estonska bylo jednou z posledních pohanských civilizací v Evropě, která přijala křesťanství po papežem sankcionované Livonské křížové výpravě ve 13. století. Po staletích postupné nadvlády řádu německých rytířů, Dánska, Švédska a Ruského impéria se v polovině 19. století začala formovat svébytná estonská národní identita. Ta vyvrcholila 24. února 1918 vyhlášením estonské nezávislosti na tehdy válčícím Ruském a Německém impériu. Po většinu meziválečného období bylo Estonsko demokratické, na počátku druhé světové války vyhlásilo neutralitu, avšak země byla opakovaně napadena, obsazena a okupována, nejprve Sovětským svazem v roce 1940, poté nacistickým Německem v roce 1941 a nakonec byla v roce 1944 znovu obsazena a připojena k Sovětskému svazu jako administrativní jednotka (Estonská sovětská socialistická republika). Po celou dobu sovětské okupace v letech 1944–1991 byla de iure zachována státní kontinuita Estonska prostřednictvím diplomatických zástupců a exilové vlády. Po nekrvavé estonské tzv. zpívající revoluci v letech 1988–1990 byla 20. srpna 1991 obnovena faktická nezávislost země na Sovětském svazu.
Estonsko je unitární parlamentní republikou s prezidentem jako ceremoniální hlavou státu, zákonodárným orgánem je jednokomorový parlament. Je vyspělou zemí s vyspělou ekonomikou a vysokými příjmy, která se v indexu lidského rozvoje umístila na 31. místě. Estonsko je demokratická unitární parlamentní republika, která se administrativně dělí na 15 krajů. Je členem Evropské unie, Rady Evropy, eurozóny, Severské investiční banky, Schengenského prostoru, NATO a Organizace pro hospodářskou spolupráci a rozvoj. Estonsko se v mezinárodních žebříčcích kvality života, vzdělání, svobody tisku, digitalizace veřejných služeb a převahy technologických firem trvale umisťuje na vysokých příčkách.

## Etymologie
Jméno Estonsko ve formátu Aesti jako první v psané podobě použil římský historik Tacitus kolem roku 98 ve své práci De Origine et Situ Germanorum. Většina historiků se domnívá, že tím ovšem neodkazoval na ugrofinsky mluvící Balty, ale spíše na všechny Balty. Skandinávské ságy často obsahují jméno Eistland, především odtud ho načerpali obrozenci 19. století. Původní staroseverská podoba byla Austrvegr, kterýžto pojem vychází z aust, což značí „východ“. Většina jazyků to posléze respektovala při pojmenování Estonska či Estonců, výjimkou je finština, která Estonsko označuje jako Viro, což je pojem pocházející z historického hrabství Virumaa, a pak lotyština, která Estonsko označuje jako Igaunija, podle historického hrabství Ugandi.

## Dějiny

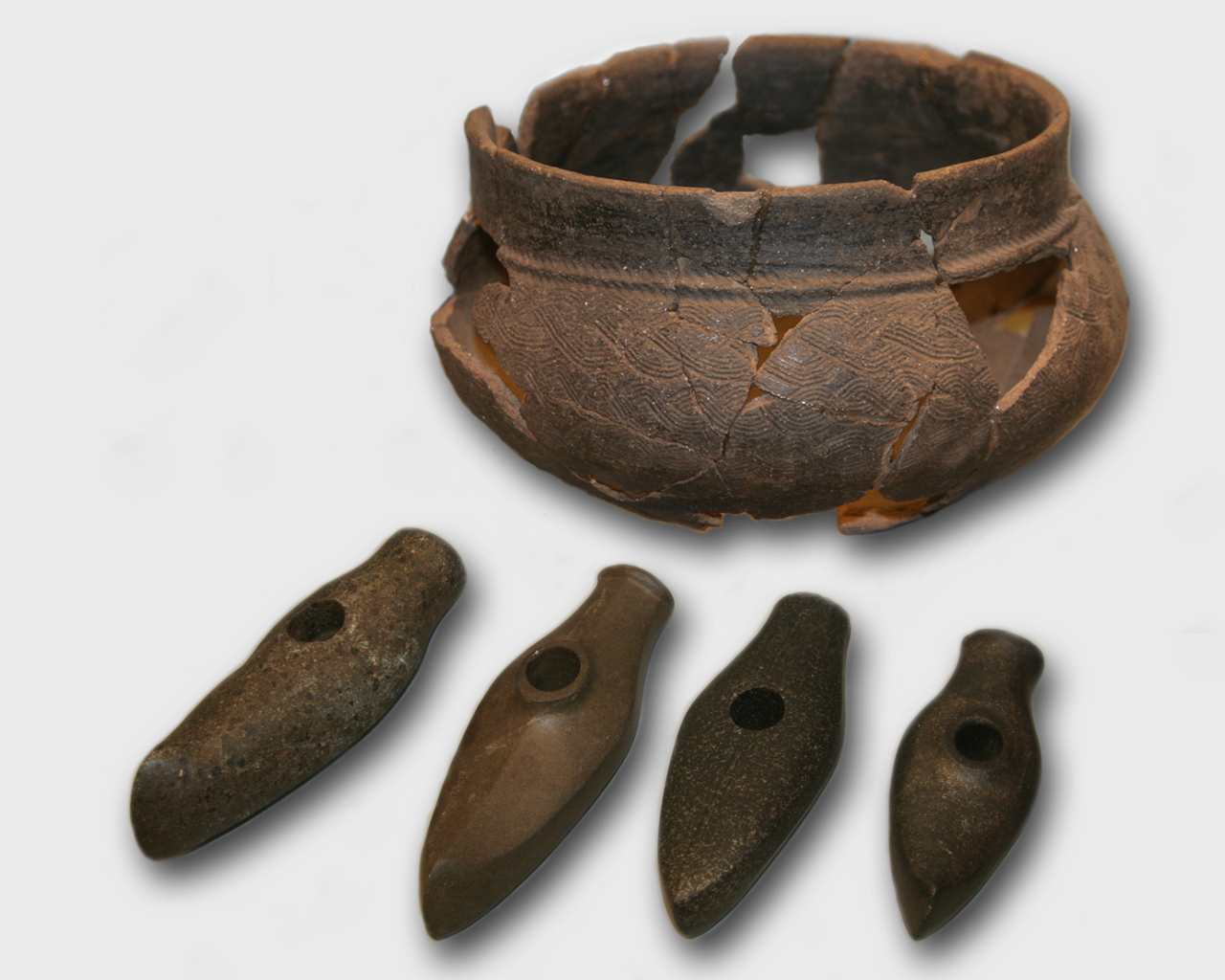
Artefakty kultury se šňůrovou keramikou nalezené v Estonsku

První příležitost k osídlení Estonska se naskytla, když přibližně před 11 000 – 13 000 lety z území ustoupil pevninský ledovec. Stopy nejstaršího známého osídlení v Estonsku byly nalezeny u řeky Pärnu, v katastru vesnice Pulli v obci Sauga. Toto sídliště je datováno do 9. tisíciletí př. n. l. Osídlení v období mezolitu je spojeno s Kundskou kulturou, pojmenovanou po městě Kunda v severním Estonsku. Její obyvatelé žili v polokočovných komunitách u vodních ploch. Kolem roku 4900 př. n. l. se objevuje první keramika spojená s Narvskou kulturou, pojmenovanou po estonské řece Narva. Kolem roku 3200 př. n. l. se na estonském území objevila kultura se šňůrovou keramikou, u níž již lze nalézt primitivní zemědělství a chov zvířat. 

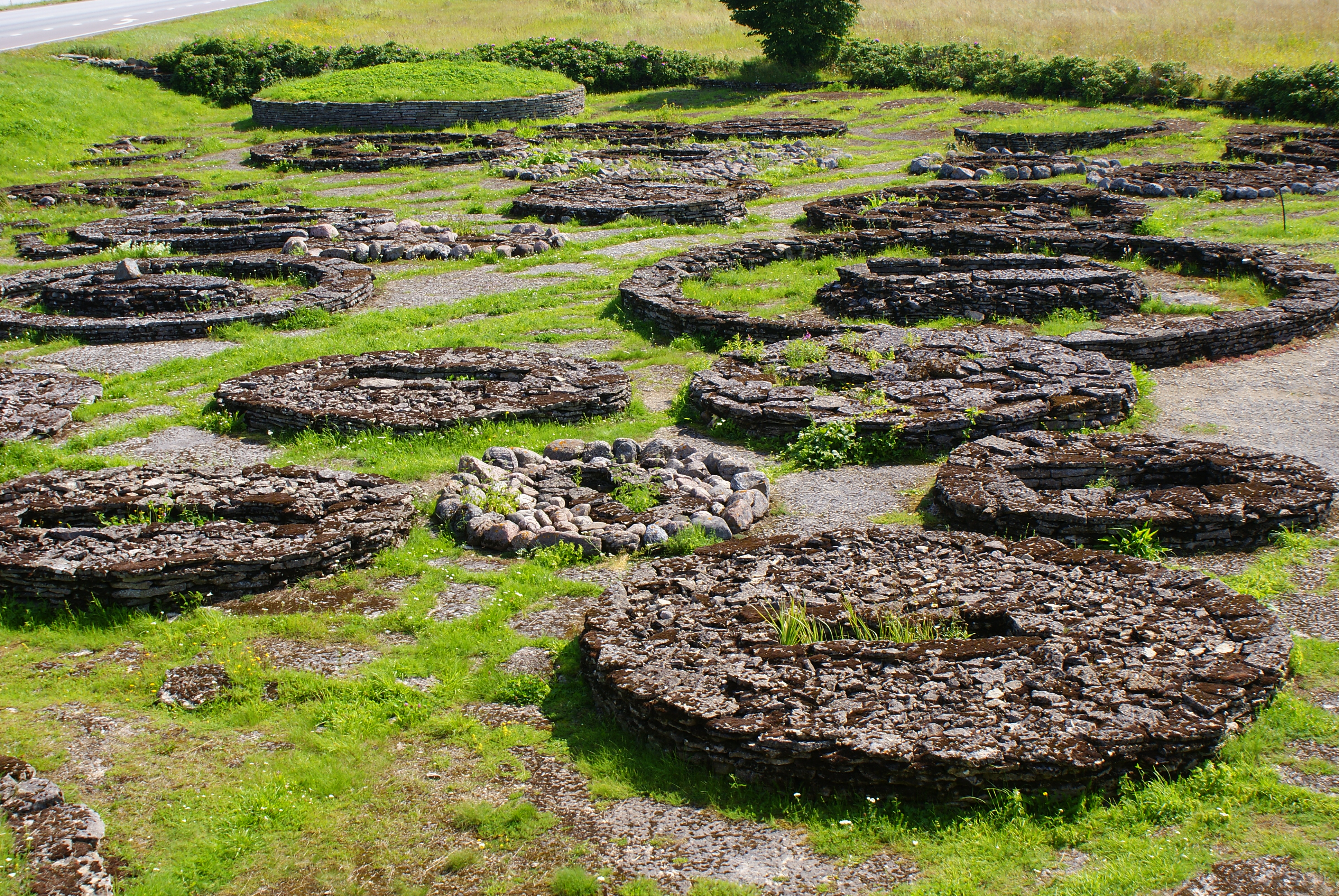
Hroby z doby bronzové v Jõelähtme

Doba bronzová začala kolem roku 1800 př. n. l. a byla spojena se zakládáním prvních osad na kopcích. Přechod k plně zemědělské společnosti začal kolem roku 1000 př. n. l. a byl dokončen na začátku doby železné kolem roku 500 př. n. l. Velké množství bronzových předmětů z této doby svědčí o existenci intenzivních vztahů se skandinávskými a germánskými kmeny. V 11. století historikové hovoří o baltských Vikinzích, kteří měli sídlo zejména na estonském ostrově Saaremaa. Roku 1187 měli vyplenit Sigtunu, tehdejší hlavní město Švédska. O raných estonských pohanských náboženských praktikách je známo jen málo. Latinská kronika Heinrici Cronicon Lyvoniae zmiňuje božstvo Tharapitu (nebo Taaru), jež mělo být nadřazeným božstvem pohanských obyvatel ostrova Saaremaa.

### Křižácká éra

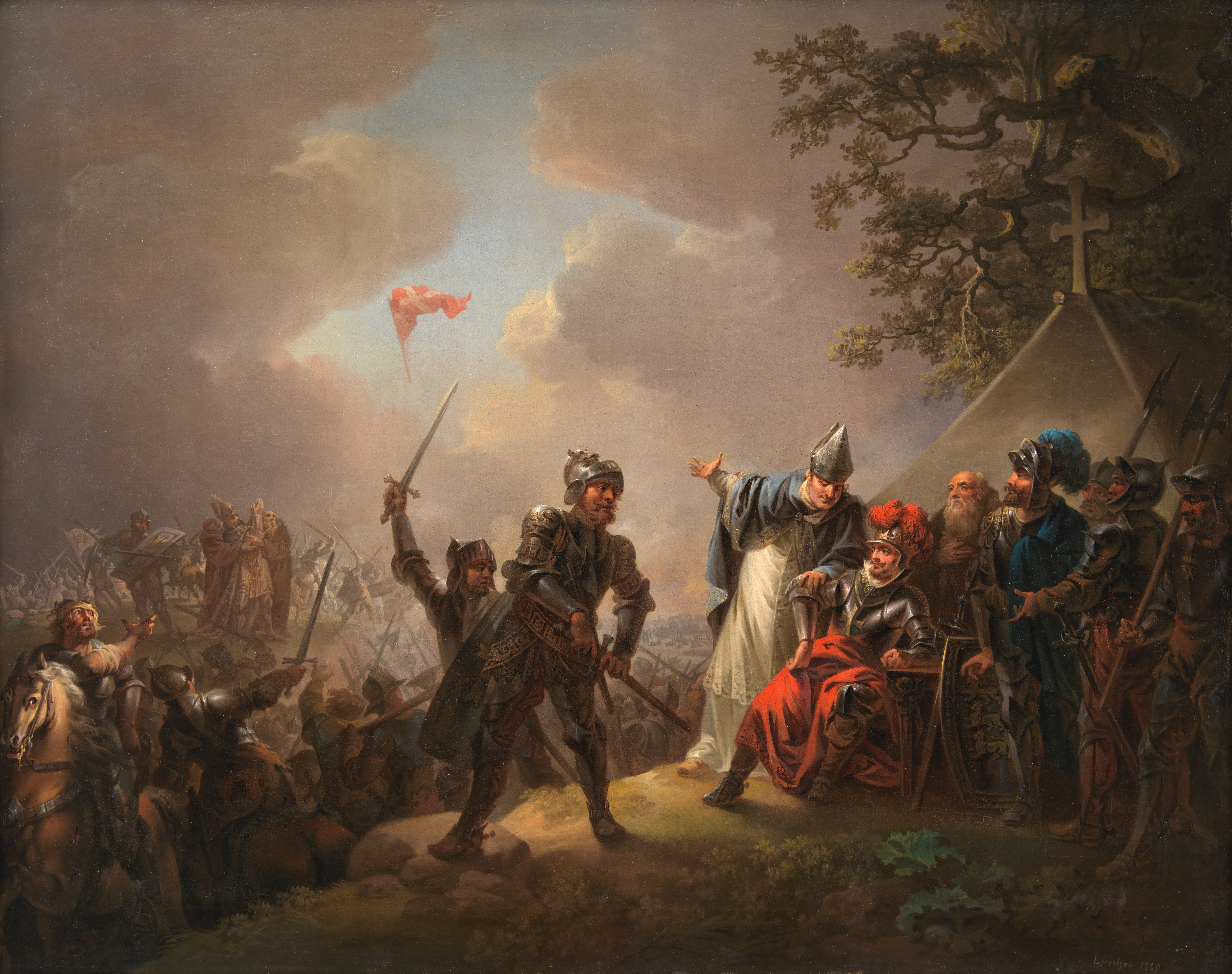
Bitva u Lyndanisse

Nepočítáme-li několik jednotlivých zmínek, vstoupilo Estonsko do historických pramenů na přelomu 12. a 13. století v souvislosti s dobýváním převážně pohanského Pobaltí křesťanskými mocnostmi. V roce 1199 vyhlásil papež Innocent III. křížovou výpravu na „obranu křesťanů v Livonsku“. Boje došly na území Estonska v roce 1206, kdy dánský král Valdemar II. napadl Saaremu. Řád mečových bratří zahájil vojenskou kampaň proti Estoncům v roce 1208. Hlavním vůdcem estonské obrany byl místní vůdce Lembitu, ale v roce 1217 padl v bitvě na den svatého Matěje. V roce 1219 Valdemar II. porazil Estonce v bitvě u Lyndanisse a začal dobývat severní Estonsko. V roce 1223 velká vzpoura vypudila Němce a Dány z celého Estonska, ale křižáci brzy obnovili ofenzívu a v roce 1227 Estonsko dobyli. Saaremaa byla posledním krajem, který se vzdal.

Území Estonska bylo dobyvateli začleněno do nově vyhlášené Mariiny země (Terra Mariana), která obsáhla celé Estonsko. V rámci Terry Mariany byly části Estonska poddány Řádu mečových bratří (posléze Livonskému řádu, tedy v širším smyslu Řádu německých rytířů), Dánsku a pobaltským biskupstvím. Další křižáckou expanzi na východ zastavil roku 1242 ruský kníže Alexandr Něvský v bitvě na Čudském jezeře. V roce 1343 začalo velké protiněmecké povstání známé jako povstání na svatého Jiří, které však Řád německých rytířů potlačil v roce 1345. Rok poté dánský král prodal svůj majetek v Estonsku řádu. To i neúspěšné povstání vedlo k upevnění moci německé menšiny.

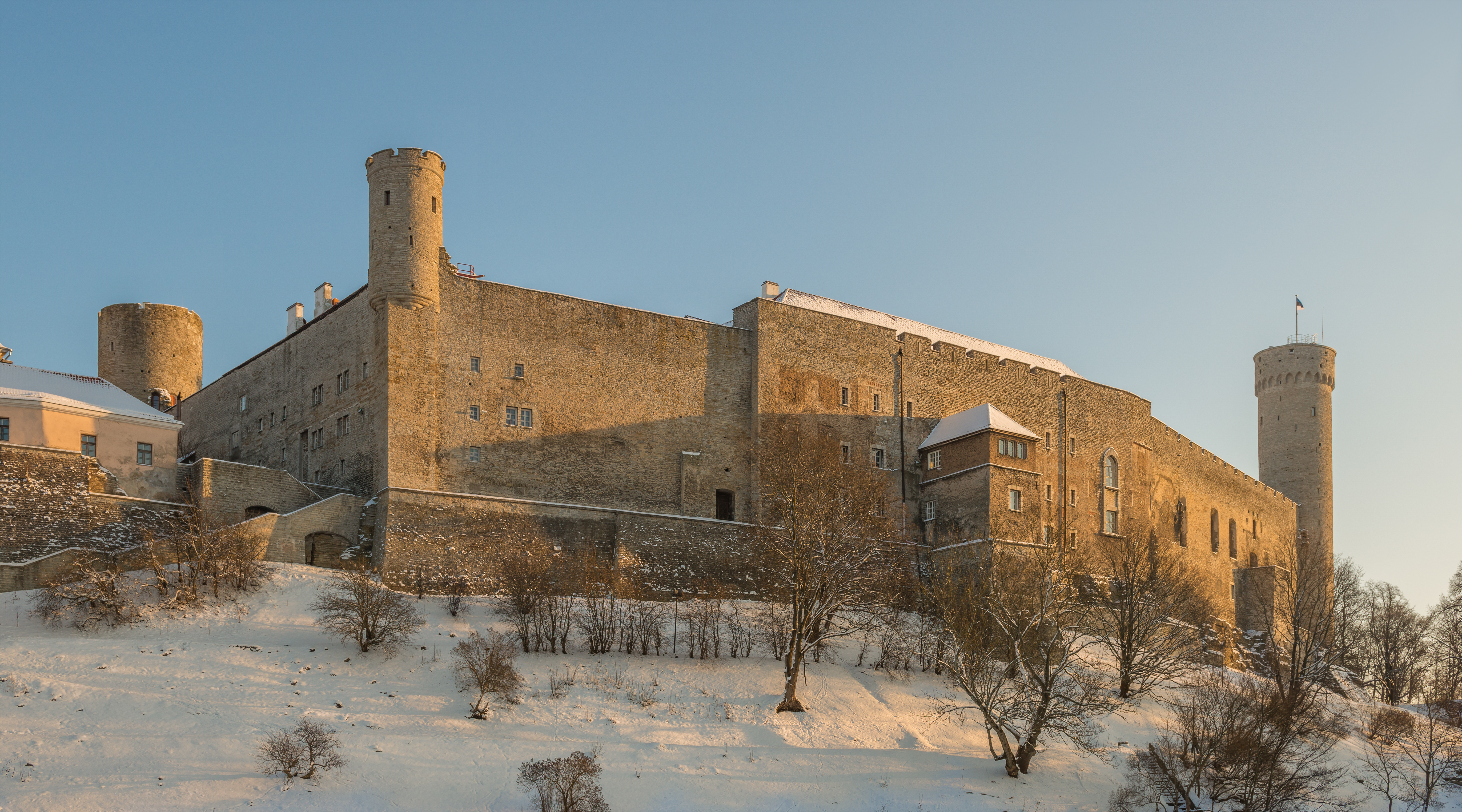
Hrad Toompea

Křižáci na místě slavné bitvy v Lyndanisse založili Reval (dnešní Tallinn) jako hlavní město dánského Estonska. První stavbou byl hrad Toompea (dnes zde sídlí estonský parlament). V roce 1248 získal Reval plná městská práva a stal se hanzovním městem. Hanzovní liga kontrolovala obchod v celém Baltském moři a jejími členy se stala krom Tallinu též tři další estonská města: Dorpat (Tartu), Pernau (Pärnu) a Fellin (Viljandi). Reval zprostředkovával obchod mezi Novgorodem a západem, zatímco Dorpat mezi Pskovem a západem. Hanzovní města byla také epicentry šíření protestantismu v 16. století, i přes určitý odpor Livonského řádu. Ve 30. letech 16. století už byla protestantská i většina šlechty. Ve stejné době se začaly konat první bohoslužby v estonštině.

### Švédská nadvláda

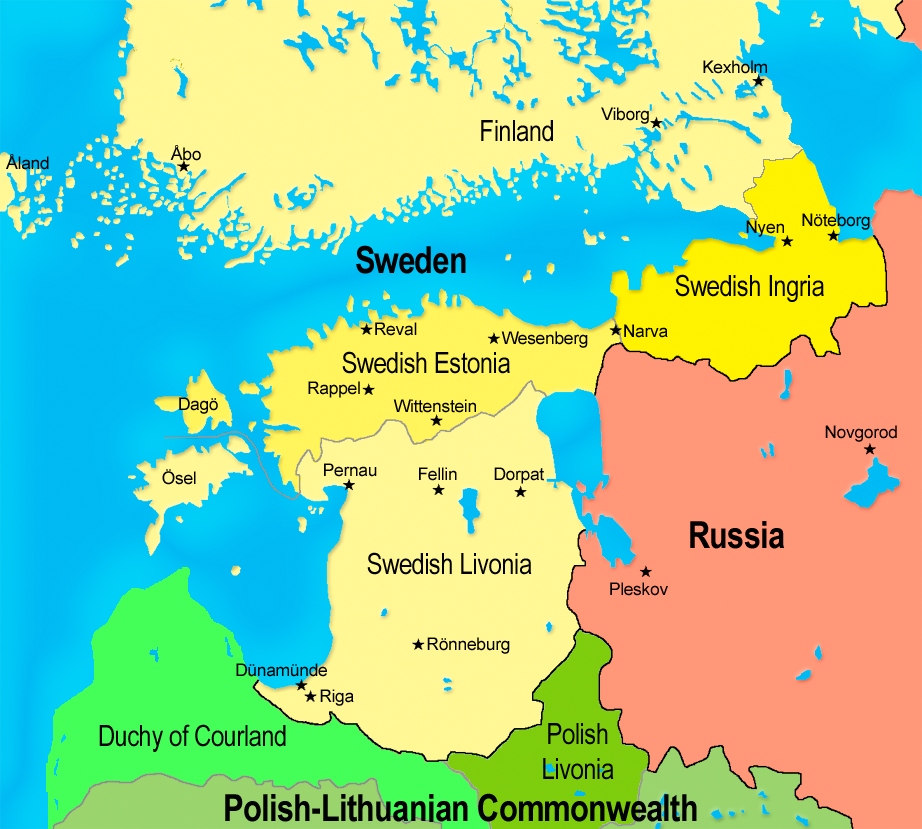
Švédské Estonsko v 17. století

Koncem 16. století, po rozpadu Livonské konfederace, poslední státní formy Terry Mariany, se oblast stala předmětem zájmu Ruska. Ovšem Švédsko a Polsko ruský nápor zastavily během Livonské války, definitivně roku 1583. Následně si estonské území rozdělily. Jeho většina se stala součástí Švédské říše (tzv. Estonské vévodství existující v letech 1561–1721), jižní část součástí Polsko-litevské unie (Livonské vévodství, 1561–1629). Saaremaa zůstala Dánsku. Po opakovaných ozbrojených konfliktech roku 1629 postoupilo Polsko příměřím z Altmarku Švédsku i jižní část Estonska. Saaremaa byla odevzdána Švédsku Dány v roce 1645.
Série konfliktů od vypuknutí Livonské války snížila počet obyvatel Estonska v polovině 17. století na polovinu. V druhé polovině století se národ rychle regeneroval, avšak hladomor v letech 1695–1697 zahubil okolo pětiny estonské a livonské populace. Přesto období bývalo Estonci nazýváno „zlatými švédskými časy“ (vana hea Rootsi aeg). Toto úsloví vzniklo zvláště v rolnických kruzích (tedy mezi estonsky mluvícím obyvatelstvem), neboť zejména během pozdější fáze švédské vlády v Estonsku švédské úřady provedly řadu reforem, jejichž cílem bylo snížit vliv místní německy mluvící aristokracie ve prospěch estonsky mluvícího rolnictva.
Švédové rovněž upevnili luteránství v oblasti a založili kvalitní školství, roku 1632 švédský král Gustav II. Adolf například založil Tartuskou univerzitu. V 80. letech 17. století se objevily počátky základního vzdělávání v estonštině, z velké části díky úsilí Bengta Gottfrieda Forselia, který také reformoval estonský pravopis.

### Ruská nadvláda
Po porážce Švédska v Severní válce bylo Estonsko přiřčeno roku 1721 Nystadskou smlouvou Ruské říši. Válka znovu zdecimovala obyvatelstvo, jehož počet poklesl na úroveň poloviny 17. století. Rusové volili opačnou strategii než Švédové a dali německé šlechtě mnohem větší pravomoci. Z toho vznikla "švédská nostalgie", zvláště když Rusové utužili archaický nevolnický systém. Němci si nicméně připsali zásluhy na rozvoji univerzity v Tartu (znovuotevřena 1802), z níž se stala jedna z nejproslulejších škol ve východní Evropě.

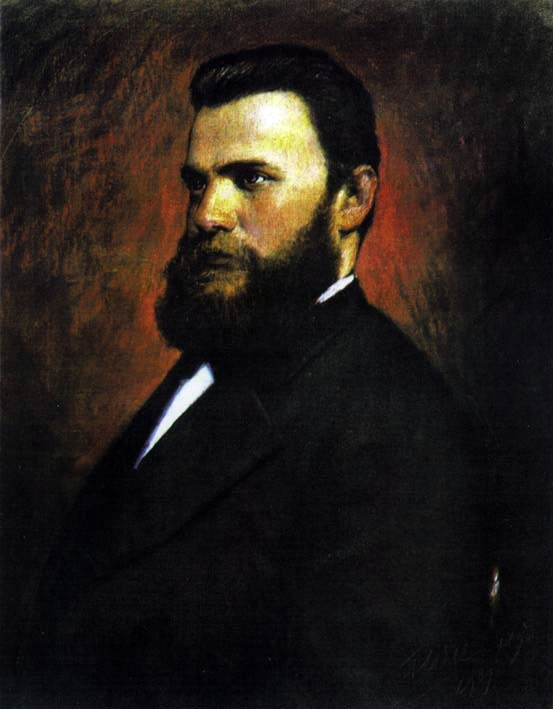
Carl Robert Jakobson

Od poloviny 19. století se začalo rozvíjet estonské národní obrození. Vyhraňovalo se dvěma směry – nejprve vůči němectví a němčině, neboť Baltští Němci představovali kulturní elitu oblasti, později i vůči Rusku a rusifikaci. K významným obrozencům patřili Johann Voldemar Jannsen, Friedrich Reinhold Kreutzwald, Carl Robert Jakobson nebo Jakob Hurt. V roce 1857 začal Jannsen vydávat první noviny v estonském jazyce a popularizoval označení sebe sama jako eestlane (Estonec). V roce 1869 se v Tartu konal první národní písňový festival. V roce 1862 byl vydán národní epos Kalevipoeg, roku 1870 byla uvedena první představení estonského divadla.
V roce 1878 došlo v národním hnutí k rozkolu. Umírněné křídlo vedené Hurtem soustředěné na rozvoj kultury a školství čelilo nástupu radikálního křídla vedeného Jakobsonem, které začalo požadovat i práva politická a ekonomická. Rusové reagovali rusifikačními opatřeními. Ruský jazyk nahradil němčinu a estonštinu na většině středních škol a univerzit a mnoho společenských a kulturních aktivit v místních jazycích bylo potlačeno. To však vybudilo v 90. letech novou vlnu nacionalismu, již reprezentovali politici jako Jaan Tõnisson nebo Konstantin Päts. Během revoluce v roce 1905 byly založeny první legální estonské politické strany. Požadovaly autonomii a ukončení rusifikace. Carská vláda odpověděla brutálně. Asi 500 lidí bylo popraveno a stovky dalších uvězněny nebo deportovány na Sibiř.

### První republika

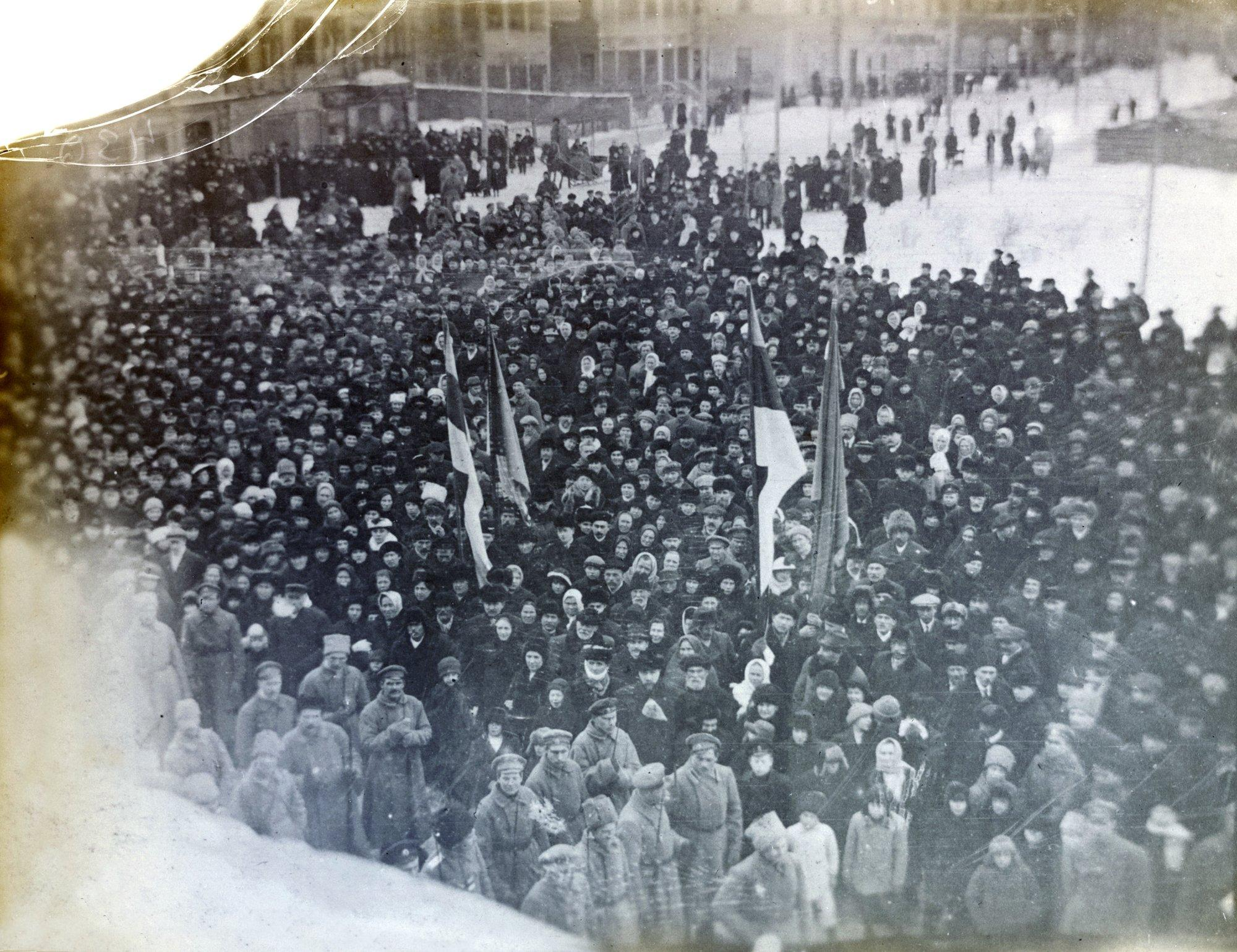
Vyhlášení deklarace nezávislosti v Pärnu

Únorová revoluce roku 1917 přinesla Estonsku autonomii, avšak Estonci již ruské moci nevěřili. Když krátce poté ruskou armádu z Estonska vytlačili Němci (v rámci bojů první světové války), Estonci vyhlásili samostatný stát (24. února 1918). Sovětské Rusko i císařské Německo reagovaly vojenským útokem. Začala estonská válka za nezávislost. Rudá armáda se dostala 30 km od Tallinnu, ale v lednu 1919 estonská armáda vedená Johanem Laidonerem přešla do protiofenzívy a během několika měsíců vypudila bolševické síly z Estonska. V červnu 1919 Estonsko porazilo německý Landeswehr, který se pokoušel ovládnout Lotyšsko, a pomohlo obnovit moc tamní vlády Kārlise Ulmanise. Rudá armáda koncem roku 1919 zahájila nový útok, ale nepodařilo se jí dosáhnout průlomu. Estonsko tak zvítězilo a jeho suverenita a hranice vůči Rusku byly potvrzeny Tartuskou smlouvou podepsanou 2. února 1920. Estonsko si udrželo nezávislost 22 let. 

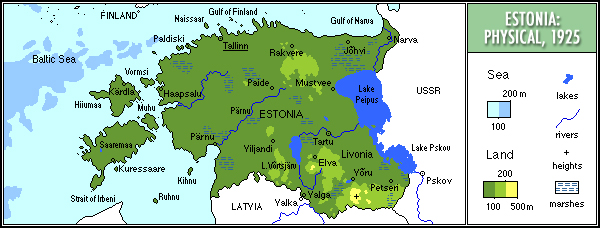
Estonsko 1920–1940

V dubnu 1919 bylo zvoleno estonské ústavodárné shromáždění, které vzápětí schválilo rozsáhlou pozemkovou reformu, která vyvlastnila velké majetky, zejména německé, a přijalo novou vysoce liberální ústavu zakládající Estonsko jako parlamentní demokracii. V roce 1924 zorganizoval Sovětský svaz pokus o komunistický převrat, který ale rychle selhal. Estonský zákon o kulturní autonomii pro etnické menšiny, přijatý v roce 1925, je široce uznáván jako jeden z nejliberálnějších na světě ve své době.

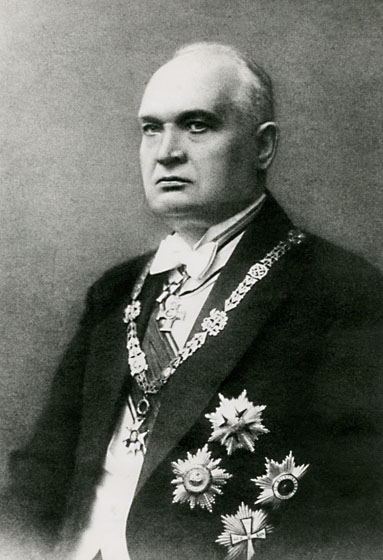
Konstantin Päts

Velká hospodářská krize však vytvořila silný tlak na estonský politický systém a v roce 1933 fašistické hnutí Vaps prosadilo ústavní reformu. Rok poté provedl prezident Konstantin Päts státní převrat, aby zabránil nástupu fašistů k moci. Nastolil autoritářský režim, který trval až do roku 1940. Ten je někdy nazýván „éra mlčení“. Parlament se nescházel a jediným legálním politickým hnutím se stala nově založená Vlastenecká liga. Pätsův režim byl však relativně vlídný ve srovnání s jinými autoritářskými režimy v meziválečné Evropě a nikdy nepoužil násilí proti politickým odpůrcům.
Geopoliticky se snažilo meziválečné Estonsko improvizovat. Pokusy o vytvoření větší aliance s Finskem, Polskem a Lotyšskem selhaly, v roce 1923 byla alespoň podepsána smlouva o vzájemné obraně s Lotyšskem, na kterou roku 1934 navázala Baltská dohoda o užší spolupráci všech tří pobaltských zemí. Ve 30. letech se Estonsko také zapojilo do tajné vojenské spolupráce s Finskem. Pakty o neútočení byly podepsány se Sovětským svazem v roce 1932 a s Německem v roce 1939. Záhy Estonsko explicitně vyhlásilo neutralitu. To vše se však ukázalo jako marné. 

### Sovětská a německá okupace

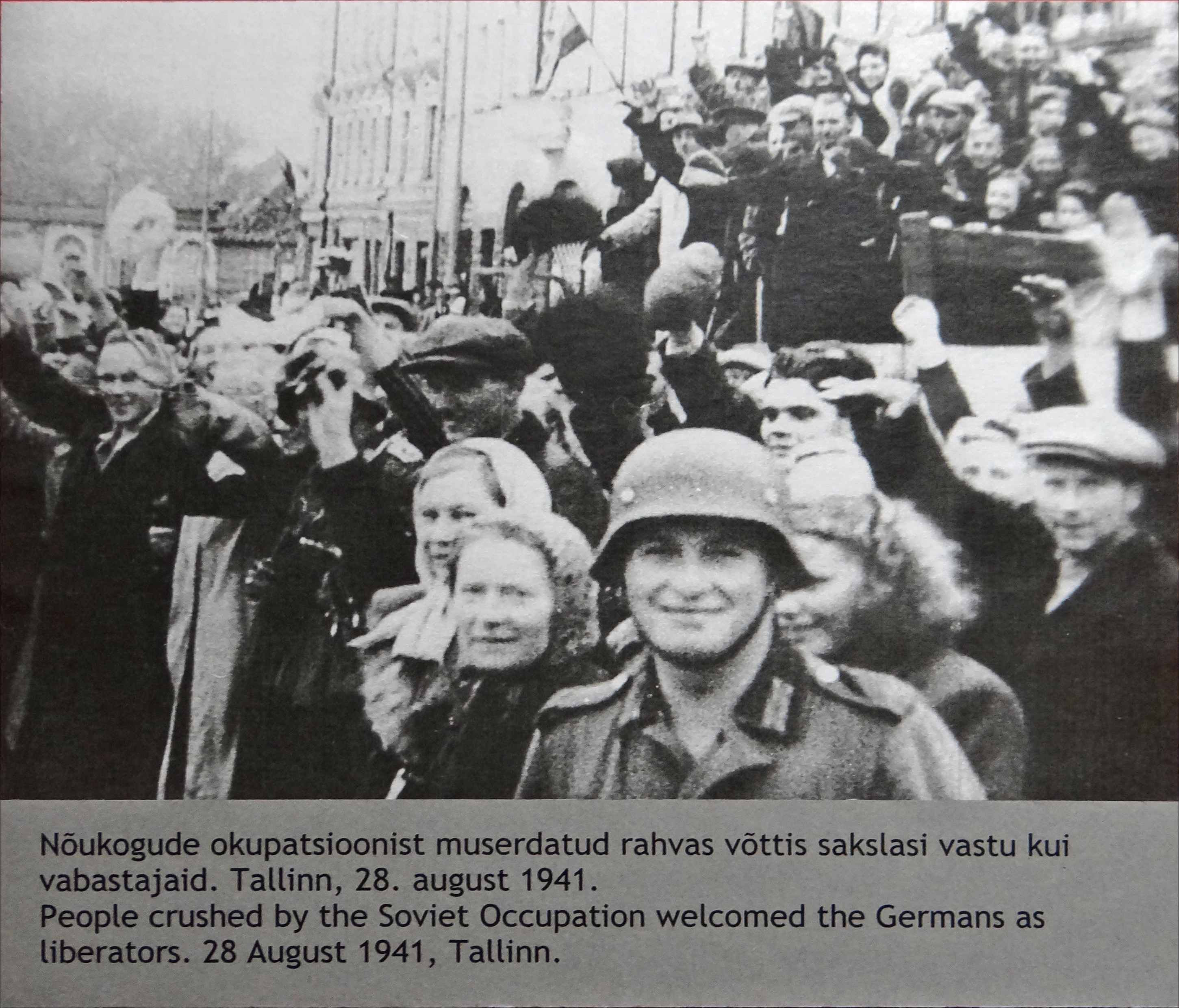
Estonci v srpnu 1941 vítají německé jednotky

Na základě tajného dodatku paktu Ribbentrop–Molotov uzavřeného mezi Sovětským svazem a nacistickým Německem bylo Estonsko v červnu 1940 obsazeno sovětskými vojsky. Hitler předtím rozhodl o vystěhování baltských Němců z Estonska. Většina z nich poslechla a do konce roku bylo do Německa přestěhováno cca 14 000 lidí. (Zbytek vystěhoval po válce Stalin.) Dne 21. července byla vyhlášena Estonská sovětská socialistická republika, která byla oficiálně počátkem srpna 1940 připojena k SSSR. Poté nastala doba těžkých stalinských represí, kdy bylo mnoho intelektuálních a politických vůdců popraveno, uvězněno nebo deportováno na Sibiř, včetně prezidenta Konstantina Pätse.

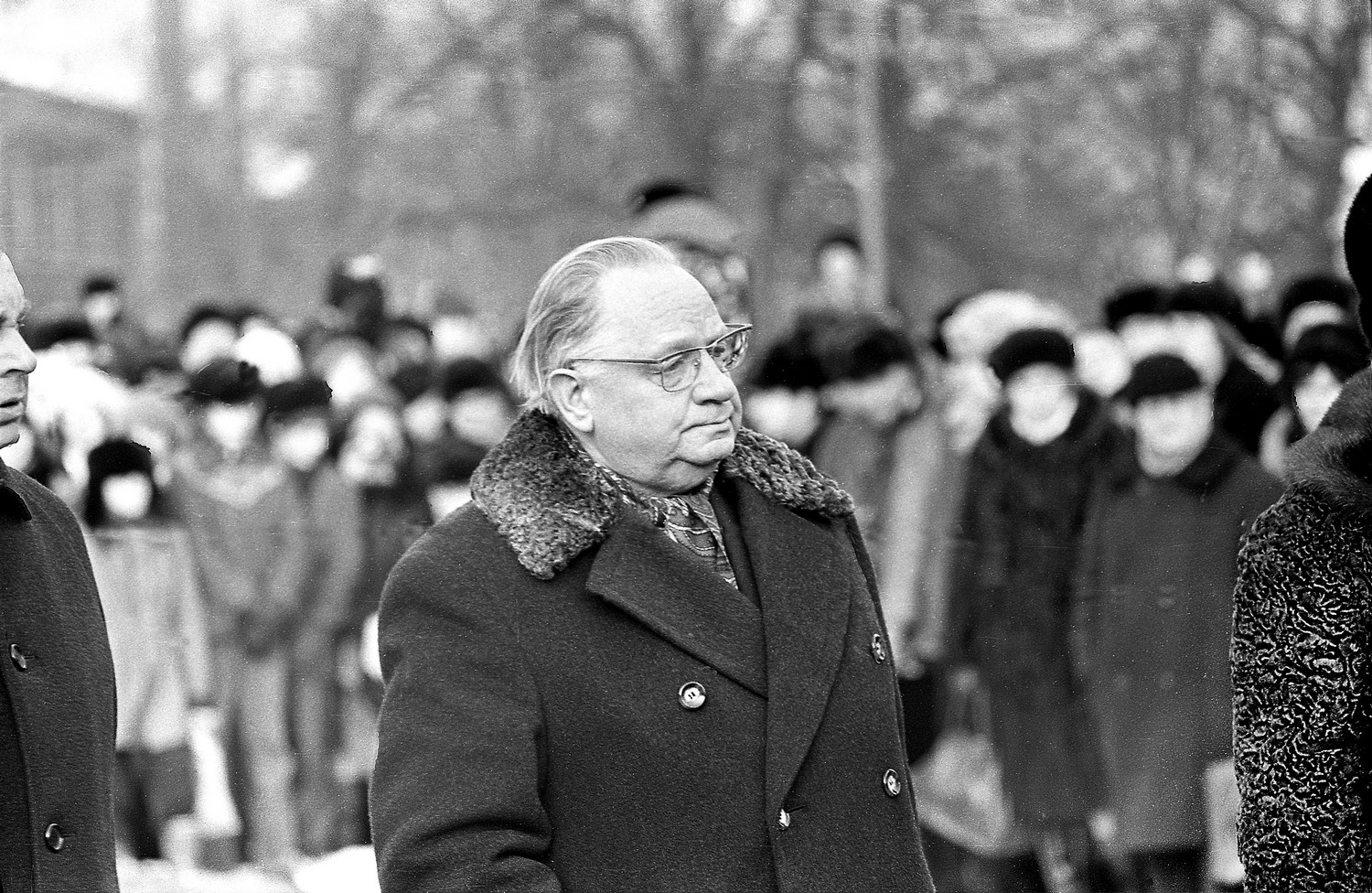
Johannes Käbin

V letech 1941–1944 byla země okupována německou Třetí říší a začleněna do říšského komisariátu Ostland. Po vítězné válce se v rámci Generálního plánu Východ plánovala postupná germanizace regionu. Židovská menšina byla vyhlazena. Někteří Estonci vstupovali do estonské divize Waffen-SS. V roce 1944 byla země dobyta Rudou armádou. Následovalo 46 let sovětské okupace a vytvoření Estonské SSR jako svazové republiky Sovětského svazu. Klíčovou osobností estonských komunistů byl Johannes Käbin, který vedl Komunistickou stranu Estonska plných 28 let (1950–1978) a poté stál ještě pět let v čele Nejvyššího sovětu Estonské SSR (1978–1983).

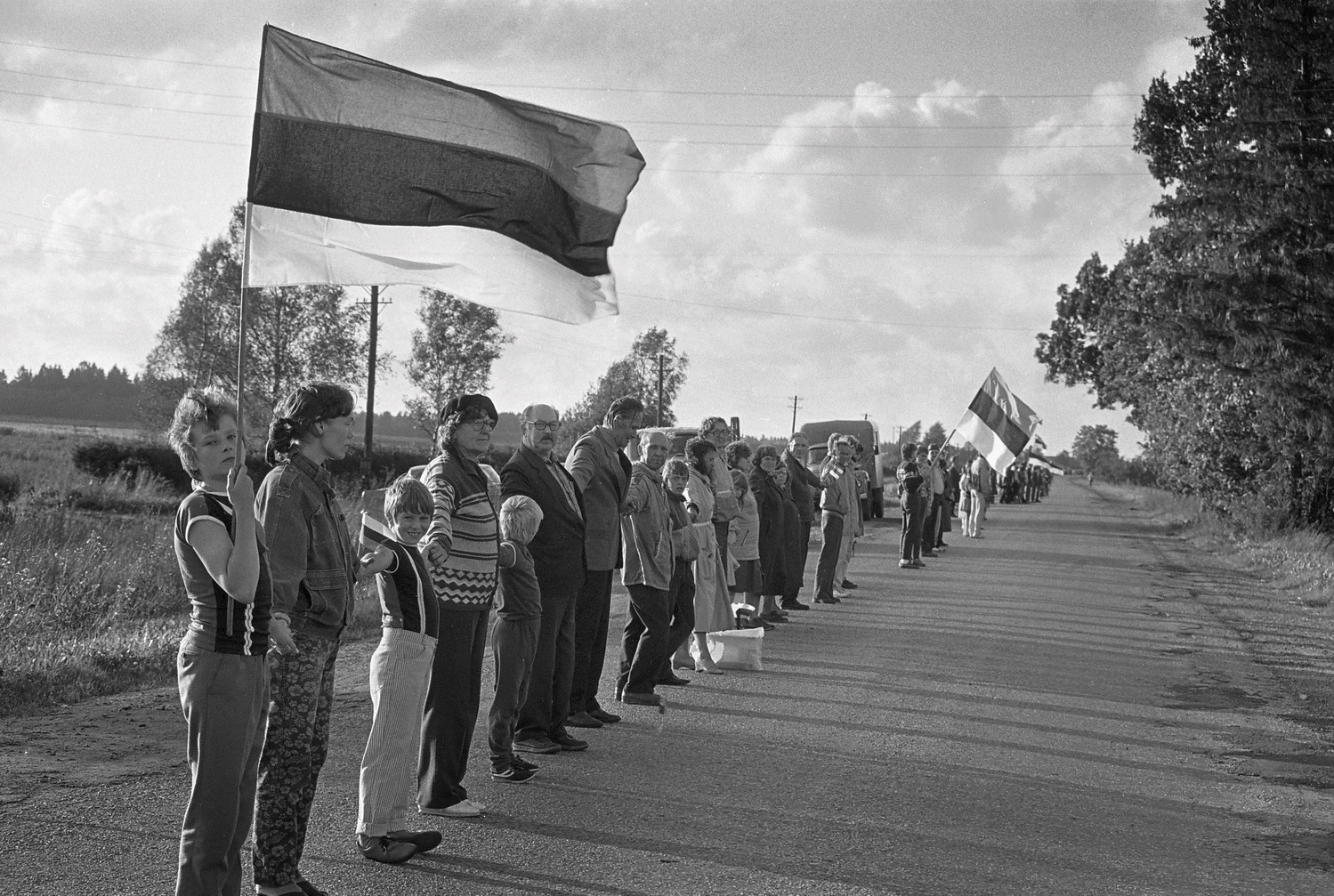
Baltský řetěz v Estonsku

V březnu 1949 rozpoutali Sověti represe. Na Sibiř bylo deportováno 20 722 lidí (2,5% populace). Sovětský režim se rozhodl nejen zakročit proti národně orientovaným silám, ale etnickou homogenitu země zcela rozbít. Zatímco v roce 1941 tvořili etničtí Estonci 90 procent populace, po obrovských přesunech obyvatelstva se tento podíl v roce 1952 snížil na pouhých 48%. Ruku v ruce šla politika rusifikace. Na venkově existovalo protikomunistické partyzánské hnutí známé jako lesní bratři. Zapojilo se do něj asi 30 000 Estonců, ale v 50. letech bylo rozdrceno. Po Stalinově smrti se alespoň zastavil hrozivý pokles podílu Estonců ve společnosti a v polovině 60. let se ustálil na 50 procentech. Za Brežněvovy éry rusifikační tlak znovu zesílil, zejména ve školství, ruština byla zavedena dokonce i do předškolní výchovy.
V letech 1987–1988 proběhla série protestních akcí mládeže, zejména na hudebních festivalech, která je někdy nazývána Zpívající revoluce. V dubnu 1988 vznikla Estonská lidová fronta (Rahvarinne). Záhy vznikli estonští zelení a Strana estonské národní nezávislosti, již otevřeně plédující za obnovu samostatného státu. Proslulou protestní akcí se stal baltský řetěz v roce 1989.

### Nezávislost

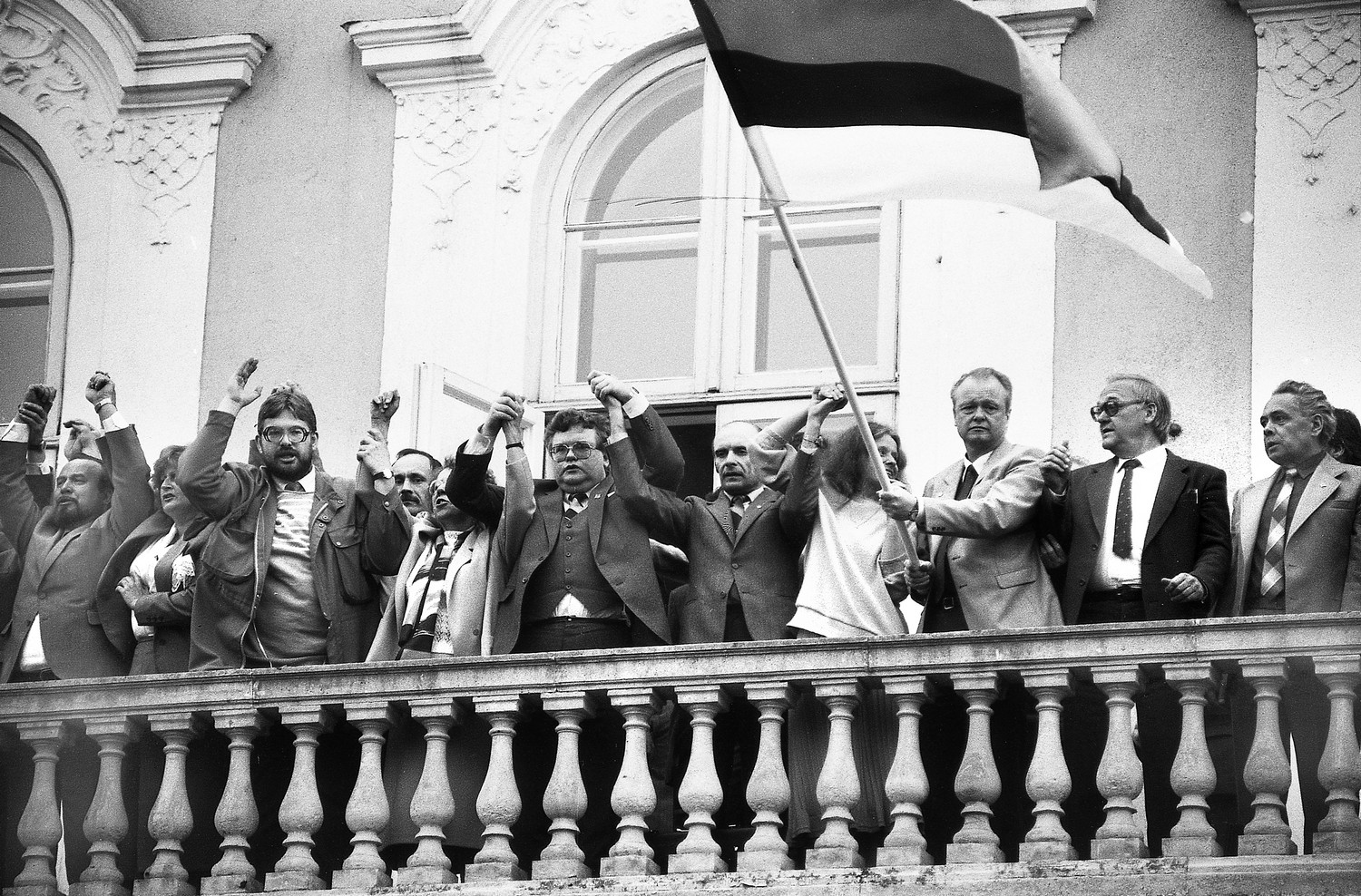
Květen 1990: protest Lidové fronty. S vlajkou Edgar Savisaar, budoucí první premiér postsovětského Estonska

Poté, co Estonská lidová fronta triumfovala roku 1990 v několika polosvobodných volbách, jež sovětské úřady umožnily, sovětské vedení vyhlásilo v březnu 1990 hospodářskou blokádu Estonska a aktivovalo ruské bolševické skupiny. Ty během roku 1990 přešly od demonstrací k násilným akcím. V lednu 1991 nakonec došlo na nasazení armádních jednotek a speciálních jednotek OMON. To se setkalo s rozsáhlým mezinárodním odsouzením, k němuž se připojilo i vedení Ruské svazové republiky v čele s Borisem Jelcinem, který se začal stavět proti sovětské vládě. Nejvyšší sovět SSSR ve snaze zachovat jednotu sovětské říše vyhlásil na březen 1991 všesvazové referendum o zachování Sovětského svazu. Baltské republiky jej bojkotovaly, a místo něho vyhlásily vlastní referenda o obnovení suverenity. V Estonsku se referendum konalo 3. března a 77,8 % hlasů podpořilo estonskou samostatnost. Konečným popudem k jejímu vyhlášení se stal vojenský puč v Moskvě 19. srpna 1991. Nejvyšší sovět ESSR vyhlásil obnovení plné státní suverenity Estonska hned 20. srpna, a dočkal se takřka okamžitého uznání od Borise Jelcina, hlavního protihráče pučistů. Estonskou suverenitu uznala během několika týdnů většina západních států a 6. září i Sovětský svaz. 17. září bylo Estonsko přijato do Organizace spojených národů.

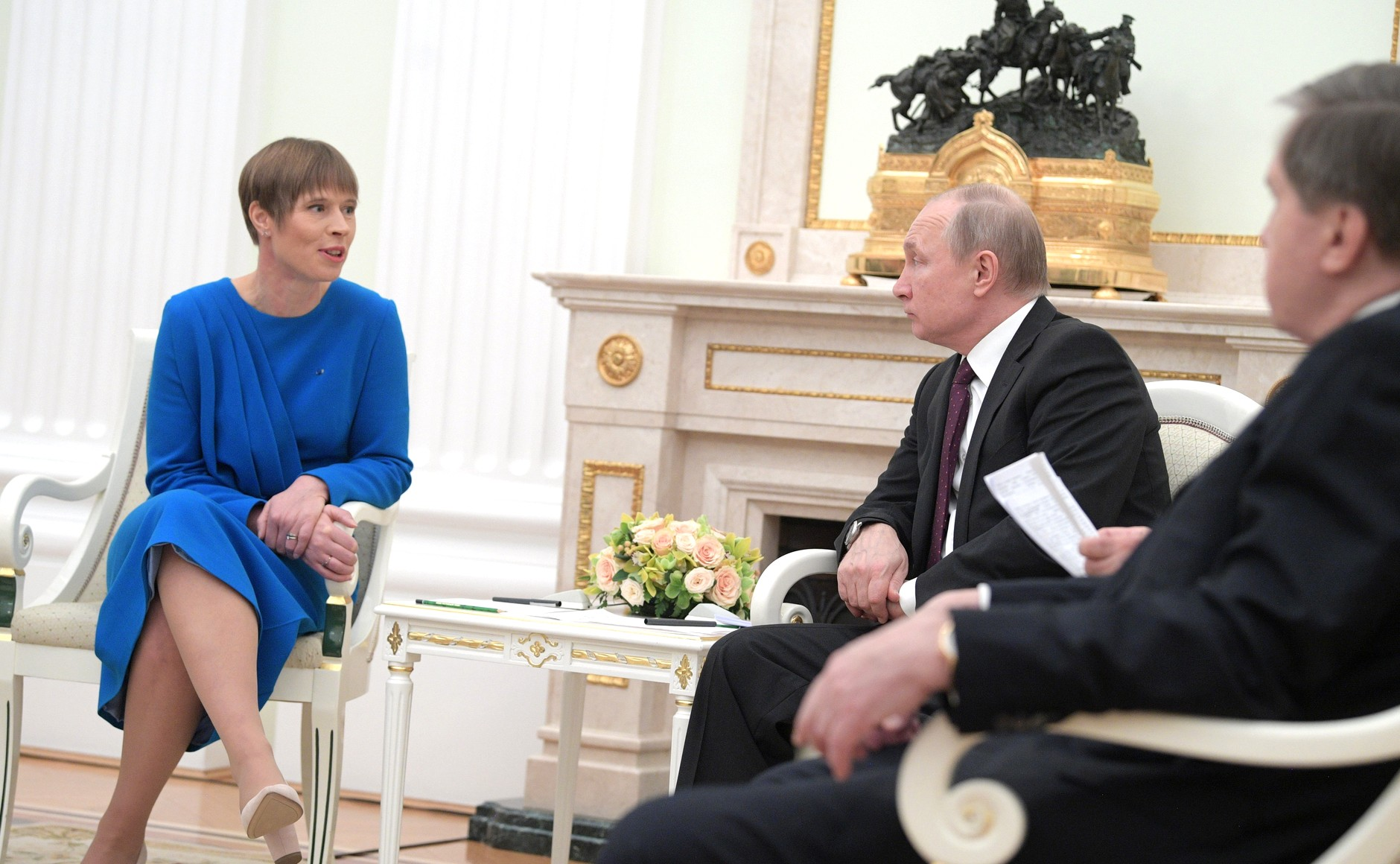
Kersti Kaljulaidová, první žena v úřadu estonského prezidenta, jedná v roce 2019 s Vladimirem Putinem o sporných otázkách

Estonsko právně navázalo na předválečnou Estonskou republiku. Den 20. srpna byl z tohoto důvodu vyhlášen Dnem obnovení nezávislosti, kdežto nejdůležitějším státním svátkem, Dnem nezávislosti, zůstal 24. únor. Poslední ruské jednotky opustily zemi 31. srpna 1994. Estonsko se stalo součástí NATO 29. března 2004 a EU 1. května téhož roku.
Po dlouhých letech sporů podepsalo Estonsko 18. května 2005 hraniční dohodu s Ruskem, která lehce mění hranici neformálně platnou od roku 1991. Estonský parlament Riigikogu dohodu přijal 20. června 2005. Parlament nicméně k textu přidal preambuli, ve které se odkazuje na nepřerušenou právní kontinuitu Estonské republiky v průběhu sovětské okupace. Právě tento odkaz způsobil, že ruská strana následně stáhla svůj podpis z uzavřené dohody a vyjádřila přání otázku hranic znovu otevřít, přestože Estonsko opakovaně zdůraznilo, že vůči Rusku nemá žádné územní nároky.
V roce 2011 Estonsko přijalo euro, jakožto první postsovětský stát.

## Státní symboly
Státní symboly Estonska navazují na symboly používané v období nezávislosti státu v letech 1918–1940. Po vyhlášení nezávislosti Estonska na Sovětském svazu byly současné státní symboly přijaty roku 1991.

### Vlajka
Estonská vlajka je tvořena listem o poměru stran 7:11 s horizontální trikolórou v barvách: modré, černé a bílé.

### Znak
Estonský státní znak je tvořen zlatým štítem se třemi, nad sebou umístěnými, modrými lvy s červenými jazyky a stříbrnýma očima. Velký státní znak je, oproti malému, navíc obklopen věncem ze zlatých dubových ratolestí.

### Hymna
Estonská hymna je píseň Mu isamaa, mu õnn ja rõõm (česky Má vlast, má radost a štěstí). Hudba je založena na melodii finské hymny, kterou složil německo-finský skladatel Fredrik Pacius. Slova písně napsal estonský národní buditel Johann Voldemar Jannsen.

## Geografie
Estonsko leží na východním pobřeží Baltského moře (estonsky Läänemeri) v severozápadní části Východoevropské roviny mezi 57,3° a 59,5° severní šířky a 21,5° a 28,1° východní délky. Průměrná nadmořská výška činí pouhých 50 m n. m.; nejvyšším bodem země je Suur Munamägi na jihovýchodě (318 m). Přes tuto nízkou nadmořskou výšku je reliéf členěný hranami jednotlivými geologických vrstev a povětšinou zvlněný působením pevninského ledovce.

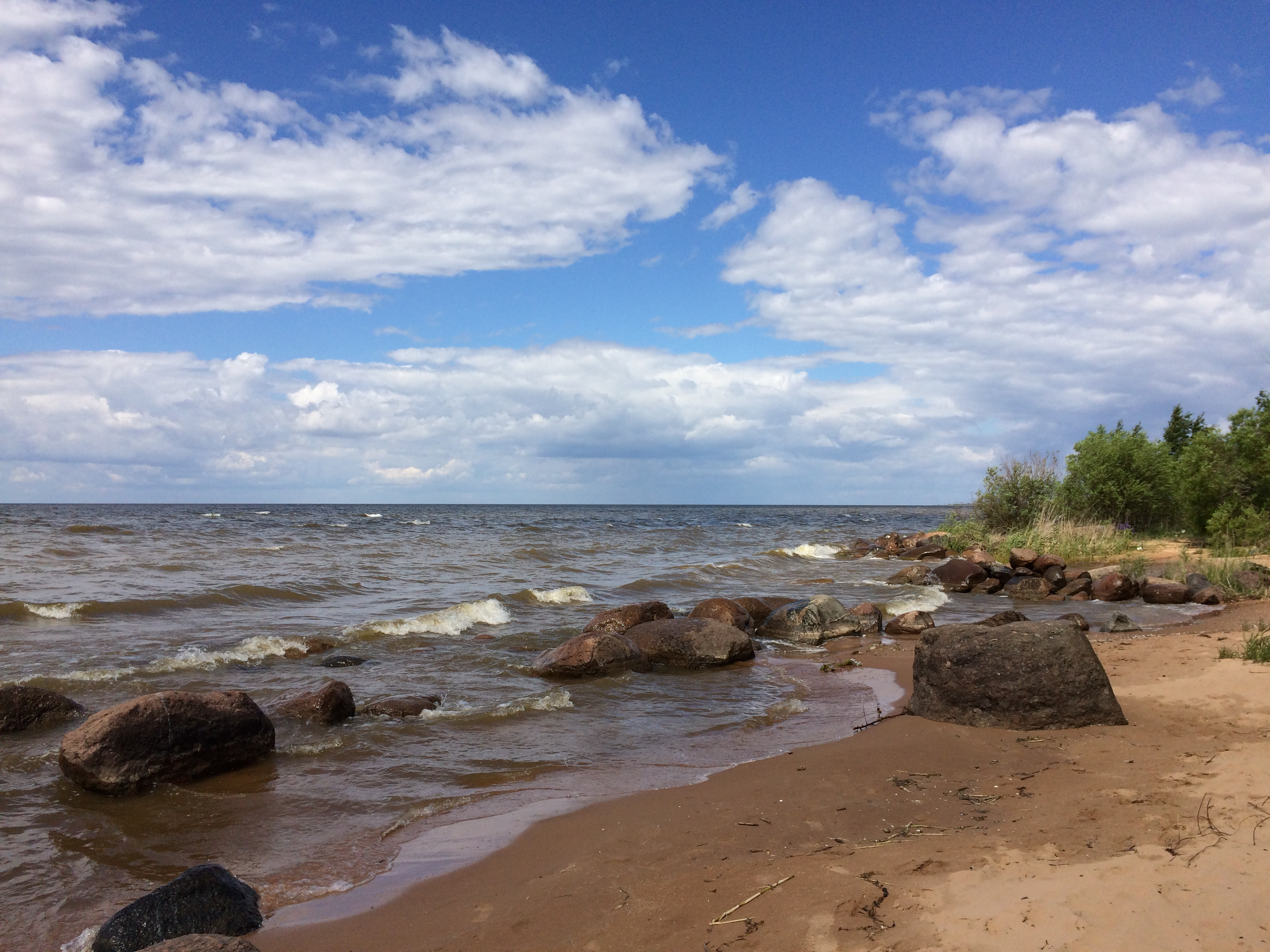
Čudské jezero

Země má jen málo nerostného bohatství, pro hospodářství významnější jsou pouze ložiska ropných břidlic a vápence. Až 61 % rozlohy země pokrývají lesy, jen asi 1–2 procenta z nich jsou ale lesy původní. V Estonsku se nachází více než 1400 jezer a značné množství močálů, rašelinišť a bažin. Většina jezer je poměrně malých, avšak největší Čudské jezero (Peipsi järv) ležící na východní hranici země zabírá úctyhodných 3555 km². Je to páté největší jezero Evropy. Pobřeží dlouhé 3794 km je členité s mnoha zálivy, zátokami a průlivy. Nejdelšími řekami jsou Võhandu (162 km), Pärnu (144 km) a Põltsamaa (135 km). Z více než 2000 ostrovů a ostrůvků je největší Saaremaa (2 714 km² – 6 % rozlohy státu), následuje Hiiumaa, Muhu, Vormsi.

Podnebí je mírné, i když poněkud chladnější než v Česku, se čtyřmi přibližně stejně dlouhými ročními obdobími. Průměrná teplota se pohybuje od 16,3 °C na ostrovech do 17,1 °C ve vnitrozemí v červenci, který je nejteplejším měsícem, a od −3,5 °C na ostrovech do −7,6 °C ve vnitrozemí v únoru, který je nejchladnější. Průměrný srážkový úhrn je 568 milimetrů ročně, přičemž nejvíce srážek spadne v pozdním létě.

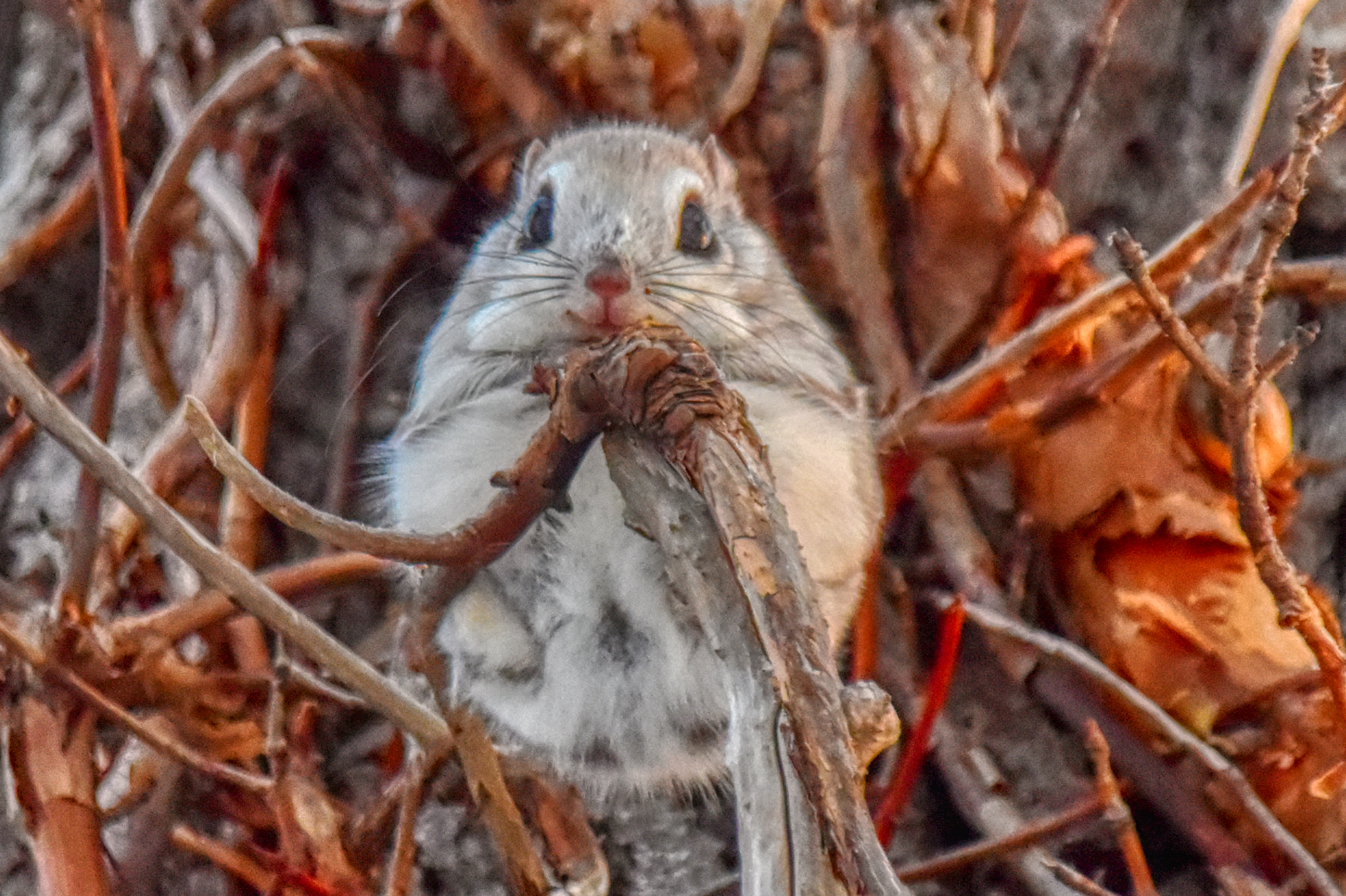
Poletuška slovanská

Mnoho druhů vyhynulých ve většině ostatních evropských zemí lze stále nalézt v Estonsku. Mezi velké savce vyskytující se v Estonsku patří vlk eurasijský, rys ostrovid, medvěd hnědý, liška obecná, jezevec lesní, prase divoké, los evropský, jelen evropský, srnec obecný, bobr evropský, vydra říční, tuleň kuželozubý a tuleň kroužkovaný. Kriticky ohrožený norek evropský byl úspěšně reintrodukován na ostrov Hiiumaa a ve východním Estonsku se vyskytuje vzácná poletuška slovanská. Další reintrodukované druhy, jako je jelen sika, psík mývalovitý a ondatra pižmová, se nyní vyskytují po celé zemi. V Estonsku bylo zjištěno přes 300 ptačích druhů, včetně orla mořského, orla křiklavého, orla skalního, tetřeva hlušce, čápa černého a bílého. Vlaštovka obecná je národním ptákem Estonska.

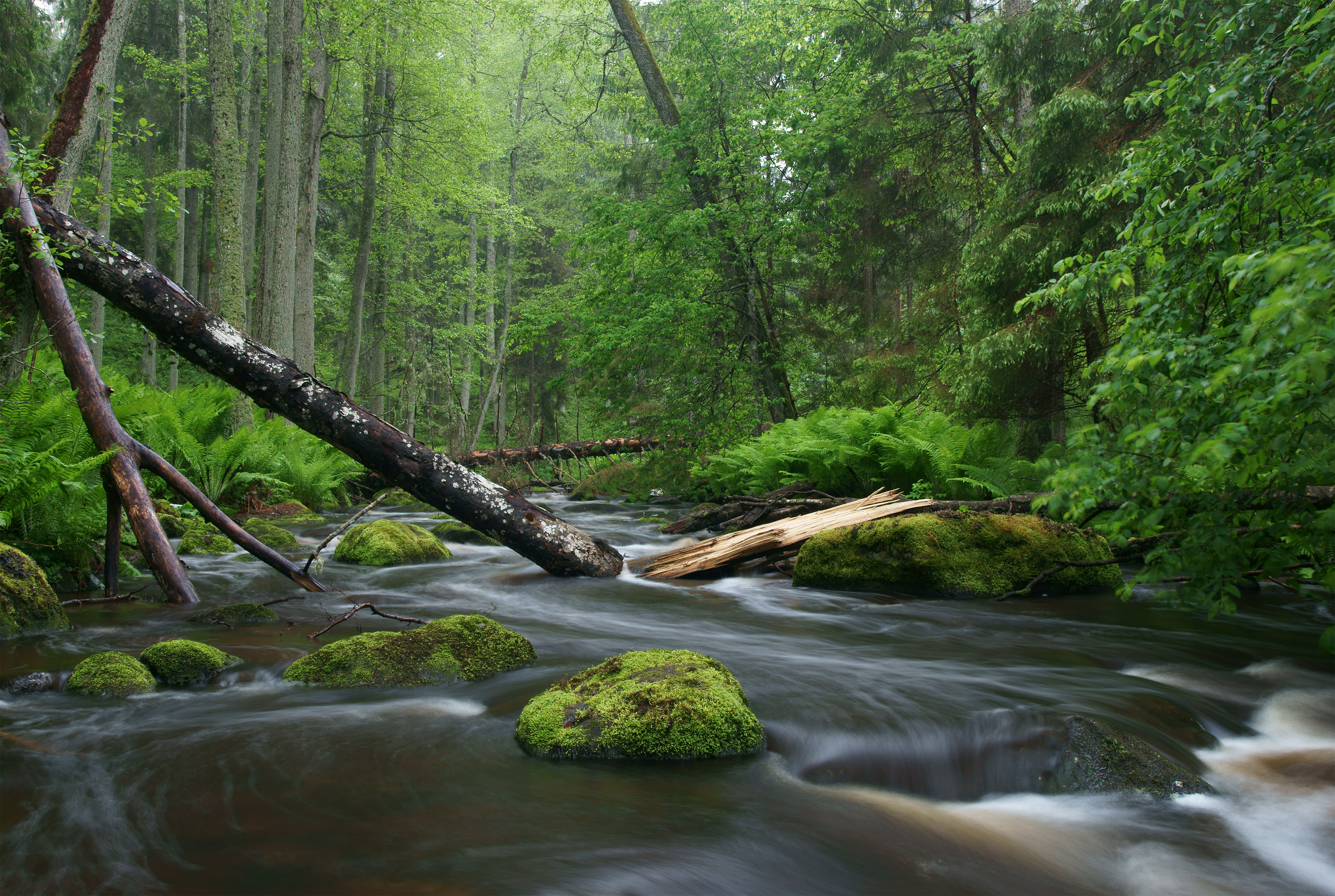
Národní park Lahemaa

Na území Estonska se nachází pět rozsáhlých národních parků, které jsou přizpůsobeny pro turismus. Přírodních rezervací je 159. Chráněné oblasti pokrývají 18 % estonské pevniny a 26 % jeho teritoriálních vod. Velkým ohrožením pro tato území je ovšem těžba dřeva, zejména pro biomasu. V letech 2001 až 2019 ztratily estonské oblasti Natura 2000 lesní plochu více než dvakrát větší než Manhattan. Vyšetřování ekologů ukázalo ukazuje, že společnosti jako Graanul Invest – největší evropský výrobce pelet – vykácely velké plochy (o velikosti 17 fotbalových hřišť) lesů v estonských přírodních rezervacích Haanja a Otepää. Dánská média prokázala, že motorem tohoto procesu je dánská poptávka po "uhlíkově neutrální" biomase, a že celý peletový byznys je ve skutečnosti neekologický. Podle ekologů necitlivá těžba vedla k tomu, že v Estonsku hnízdí o 100 000 ptačích párů méně. Problém už začala řešit i Evropská komise. Estonsko si ale za svou strategií těžby stojí a ministr životního prostředí Erki Savisaar v roce 2021 oznámil, že estonská vláda hodlá zpochybnit povinnosti Estonska omezit těžbu dřeva v souladu s klimatickým balíčkem Evropské komise.

## Politika

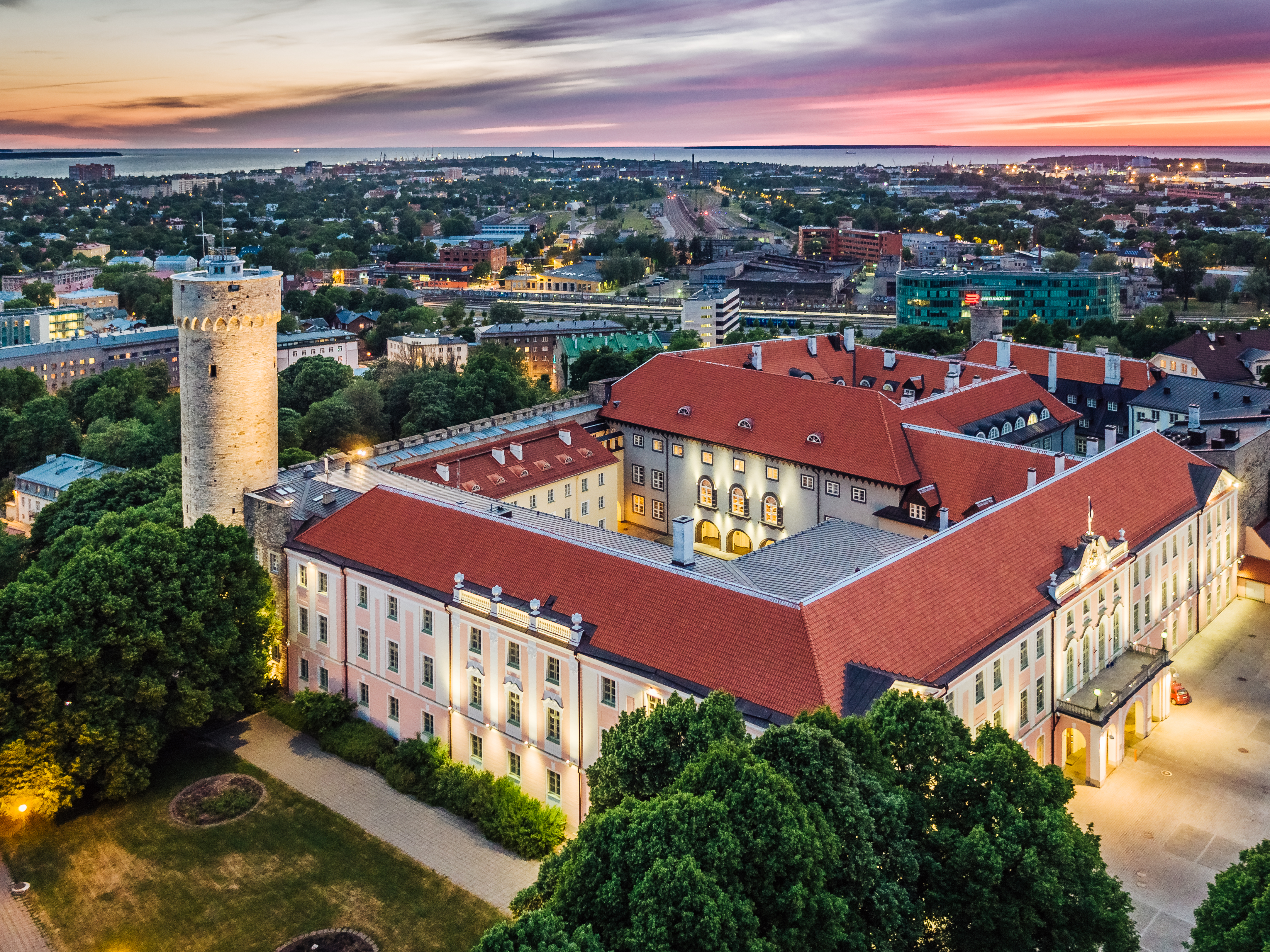
Budova estonského parlamentu v Tallinnu

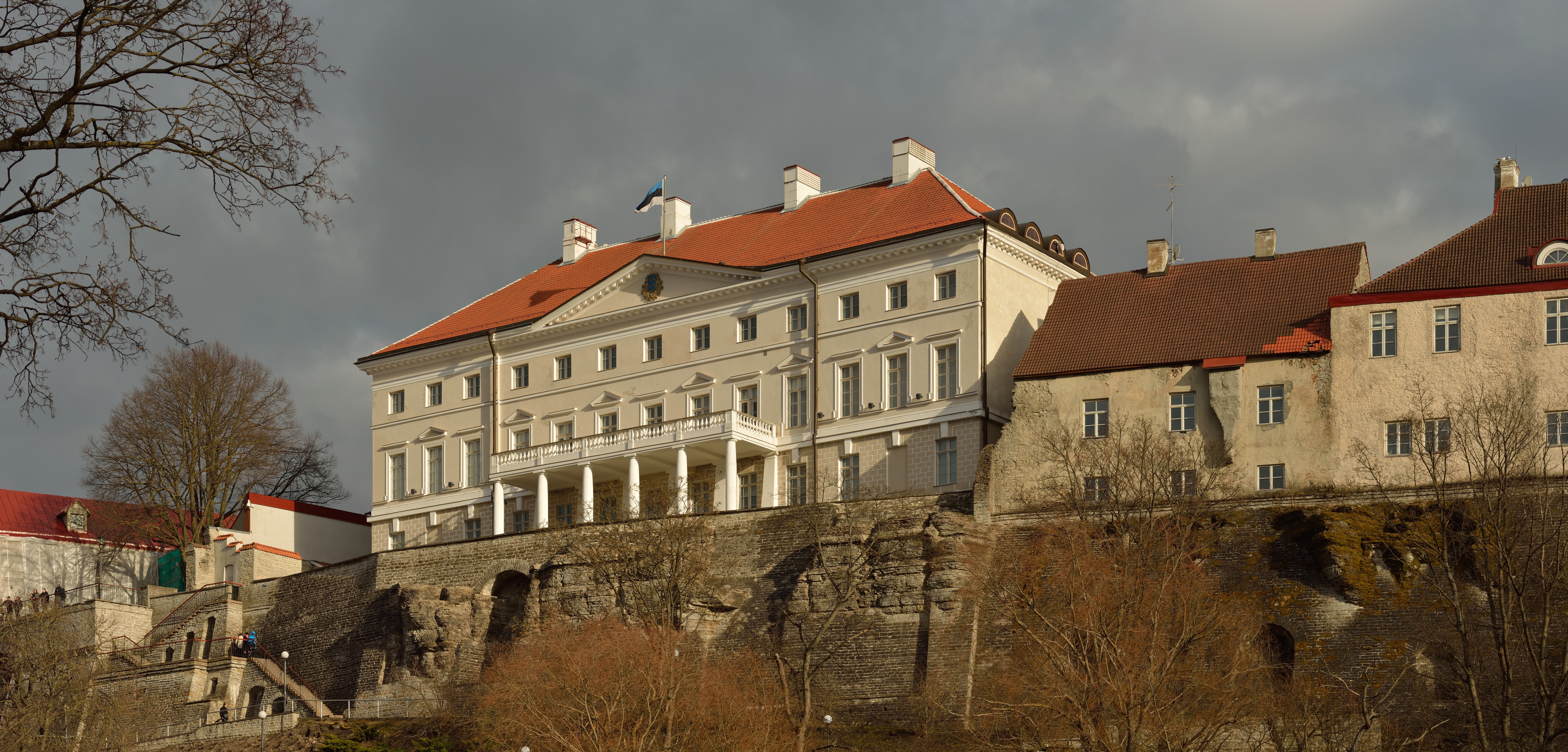
Sídlo vlády Stenbock (Stenbocki maja)

Estonsko je parlamentní republikou, jejíž hlavou je prezident volený jednokomorovým parlamentem. Funkční období prezidenta je pět let a jedna osoba může být prezidentem nanejvýš ve dvou po sobě následujících funkčních obdobích. Prezident parlamentu navrhuje šéfa centrální banky, ale také například náčelníka generálního štábu. Vládu sestavuje premiér jmenovaný prezidentem. Počet ministrů není pevně dán, např. v roce 2005 měl kabinet 15 členů. Vládu schvaluje parlament vyslovením důvěry většinou členů.
Zákonodárná moc je v rukou jednokomorového parlamentu zvaného Riigikogu. Parlament má 101 poslanců a je volen ve všeobecných parlamentních volbách, které se konají každé čtyři roky. Mandáty se rozdělují na principu poměrného zastoupení. Nejvyšší soudní instancí je Národní soud (Riigikohus) s 19 soudci. Předseda soudu je nominován prezidentem a schvalován parlamentem. Zbylé soudce pak nominuje předseda soudu a k jejich potvrzení ve funkci je opět potřeba schválení parlamentem.
Kromě běžného hlasování ve volební místnosti je v Estonsku možné hlasovat i prostřednictvím internetu. Elektronické hlasování bylo poprvé použito v komunálních volbách v roce 2005, jakožto v první zemi na světě. Do parlamentu se takto prvně volilo o dva roky později. Ve volbách roku 2019 již 44 procent voličů hlasovalo přes internet. Estonci však elektronicky vyřídí i jakoukoli další komunikaci se státem: odevzdávají daňová přiznání, registrují novorozence apod. Na vysoké úrovni je tam také kyberbezpečnost. Estonsko tak bývá označováno za digitální velmoc.
Volba Kajy Kallasové premiérkou v roce 2021 udělala z Estonska jedinou zemi na světě, kde prezidentský i premiérský post zastávala souběžně žena (prezidentkou je od roku 2016 Kersti Kaljulaidová).
Největšími stranami estonského politického systému jsou středopravicová liberální Estonská reformní strana a Estonská strana středu, označovaná za centristickou, středolevicovou, liberálně-sociální nebo populistickou. Po volbách v roce 2019 se do parlamentu dostaly ještě tři další strany, nacionalistická a euroskeptická Estonská konzervativní lidová strana, křesťanskodemokratická Isamaa a jediná vyloženě levicová síla, Sociálně demokratická strana.

### Zahraniční vztahy

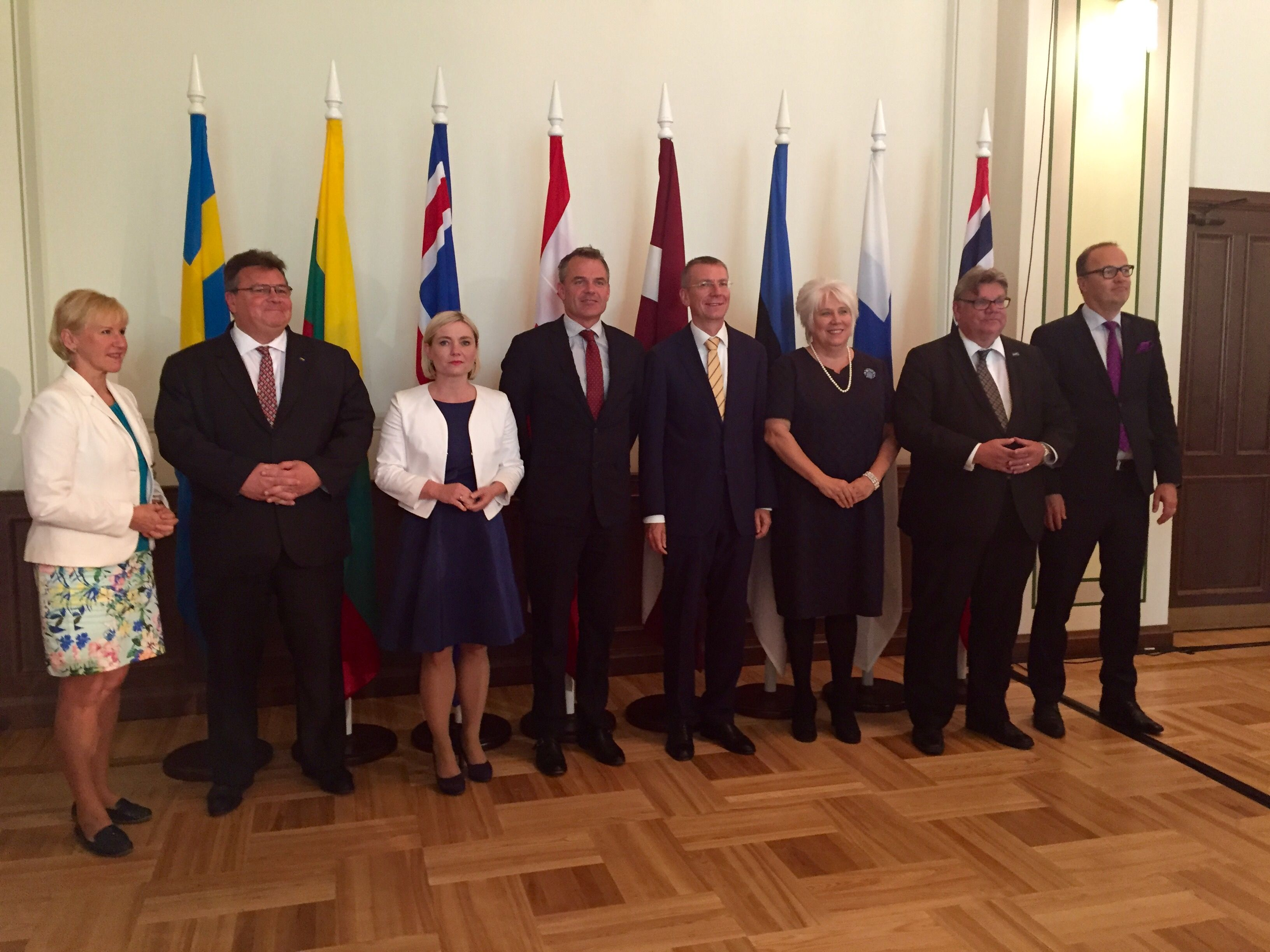
Ministři zahraničí pobaltských a severských států v Rize roku 2016

Od obnovení nezávislosti pěstuje Estonsko úzké vztahy se západními zeměmi. Je členem NATO od 29. března 2004 a Evropské unie od 1. května 2004. V roce 2007 vstoupilo do schengenského prostoru a v roce 2011 do eurozóny. V Estonsku sídlí evropská agentura eu-LISA (Agentura Evropské unie pro provozní řízení rozsáhlých informačních systémů v prostoru svobody, bezpečnosti a práva), která zahájila svoji činnost na konci roku 2012. Estonsko předsedalo prvně Radě Evropské unie ve druhé polovině roku 2017.
Od počátku 90. let je Estonsko zapojeno také do aktivní trojstranné spolupráce pobaltských států (s Lotyšskem a Litvou) a do spolupráce se severskými zeměmi. Klíčovým orgánem baltské spolupráce je Pobaltská rada. Estonsko ovšem buduje i stále silnější vazby se severskými zeměmi, zejména s Finskem a Švédskem. Platformou je zde především seversko-baltská osmička. V Estonsku jsou ze všech pobaltských zemí nejsilnější snahy definovat se přímo jako severská země. První tuto rukavici zvedl v prosinci 1999 tehdejší estonský ministr zahraničí (a prezident Estonska v letech 2006–2016) Toomas Hendrik Ilves, který takto Estonsko definoval během svého projevu ve švédském Ústavu mezinárodních vztahů. Profesor Tartuské univerzity Andres Kasekamp v roce 2005 uvedl, že lze očekávat, že v budoucnu bude atraktivita severské identity v pobaltských státech růst a nakonec pět severských států plus tři pobaltské státy se "stanou jednotkou".
Vztahy s Ruskem zůstávaly naopak spíše chladné, i když existovala určitá praktická spolupráce. K výraznému zhoršení došlo na přelomu let 2021 a 2022 v souvislosti s chystanou a následně uskutečněnou ruskou invazí na Ukrajinu. Estonská premiérka Kaja Kallas patří mezi nejvýraznější kritiky Ruska a označila ruského prezidenta Putina za válečného zločince. Estonská vláda rychle poskytla napadené Ukrajině rozmanitou pomoc, včetně dodávek zbraní jako jsou protitankové střely nebo houfnice.

### Administrativní členění

Estonské kraje

Estonsko je rozděleno na 15 administrativních jednotek – krajů (estonsky maakond): Harjumaa, Hiiumaa, Ida-Virumaa, Järvamaa, Jõgevamaa, Läänemaa, Lääne-Virumaa, Pärnumaa, Põlvamaa, Raplamaa, Saaremaa, Tartumaa, Valgamaa, Viljandimaa a Võrumaa.
Kraje se dělí na samosprávné celky, jimiž mohou být buď samosprávná statutární města (estonsky linn), nebo obce nemající městský status (estonsky vald), které mohou sestávat z jednoho nebo více sídel.
Sídla se podle velikosti, významu a historické tradice dělí v města (linn), městyse (alev), městečka (alevik), vesnice (küla) a usedlosti (talu). Většina měst a městysů tvoří samostatnou samosprávnou jednotku, zatímco městečka, vesnice a usedlosti bývají v samosprávné obce sdruženy s dalšími okolními sídly.

## Hospodářství

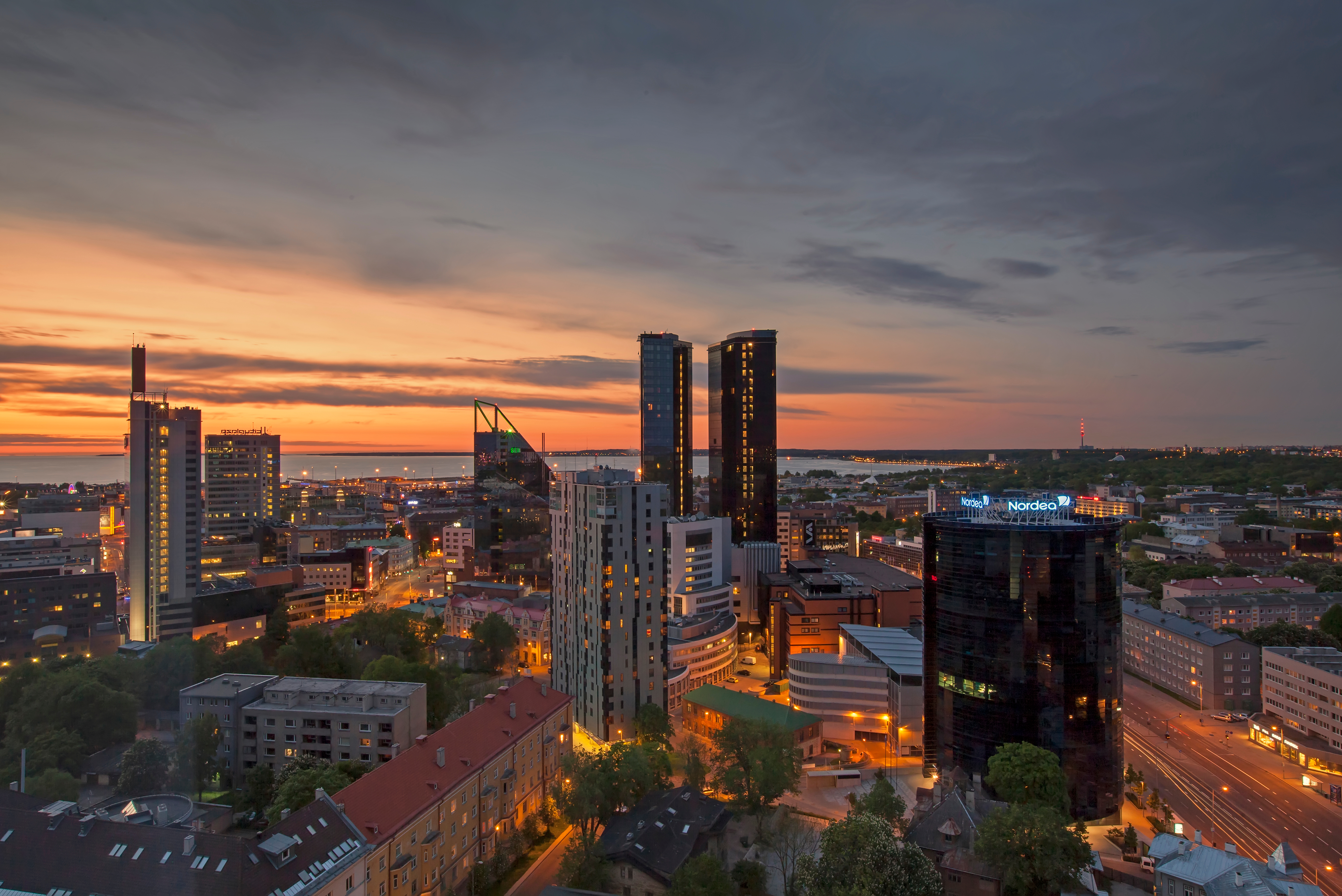
Obchodní čtvrť v Tallinnu

Vývoj HDP pobaltských zemí

Po získání nezávislosti v roce 1991 se Estonsko významnou měrou soustředilo na obnovu hospodářství země a nastartování hospodářského růstu. V roce 1992 uvedlo do oběhu vlastní volně směnitelnou měnu – estonskou korunu (eesti kroon, EEK), která nahradila sovětský rubl. Nová měna byla pevně svázána s německou markou v kurzu 8 EEK = 1 DEM. Poté, co Německo nahradilo marku eurem, byl kurz změněn na 15,6466 EEK za 1 euro. Následovala rozsáhlá privatizace včetně telekomunikací, železnic a energetiky, která v omezené míře pokračuje i nyní[kdy?].
V roce 1994 zavedlo Estonsko jako vůbec první země na světě rovnou daň z příjmů ve výši 26 %. Od roku 2000 však právnické osoby nemusí tuto daň platit vůbec, a to pokud svůj zisk reinvestují. Daň je však stále platná v případě vyplácení dividend. V roce 2005 se sazba daně snížila na 24 % a v roce 2011 byla sazba daně ve výši 21 %.
Nejhorším rokem pro estonské hospodářství od získání nezávislosti byl rok 1999, kdy v důsledku ruské krize z předchozího roku poklesl hrubý domácí produkt o několik procent. Od té doby HDP neustále roste tempem okolo 7 % ročně. V roce 2006 však estonské hospodářství dosáhlo tempa růstu 11,4 %, což je doposud nejvyšší od doby obnovení nezávislosti. HDP přepočtený na jednoho obyvatele je 18 500 USD (2010), což je nejvíce z pobaltských zemí.
Estonské hospodářství je založeno převážně na službách, významný je zejména sektor informačních technologií, telekomunikace a bankovnictví. Z průmyslových oborů jsou nejdůležitější elektrotechnický, dřevozpracující a chemický průmysl, těžba ropných břidlic a stavba lodí. Významnou roli hraje též rybolov. Rychlý růst estonského hospodářství je podporován přísunem kapitálu ze skandinávských zemí. Přes estonské přístavy prochází i významná část ruského zahraničního obchodu, mimo jiné i ruská ropa.
Estonsko je od roku 2004 členem Evropské unie a od roku 1999 členem Světové obchodní organizace (WTO). V roce 2004 byla vyhotovena estonská podoba estonských euromincí. Zavedení eura se původně plánovalo na 1. ledna 2007. I přes těžký dopad hospodářské krize dosáhla estonská vláda masivními škrty splnění všech Maastrichtských kritérií a díky tomu Estonsko přijalo euro k počátku roku 2011.
V roce 2017 bylo ohlášeno možné zavedení nové kryptoměny vydávané estonským státem.

### Doprava

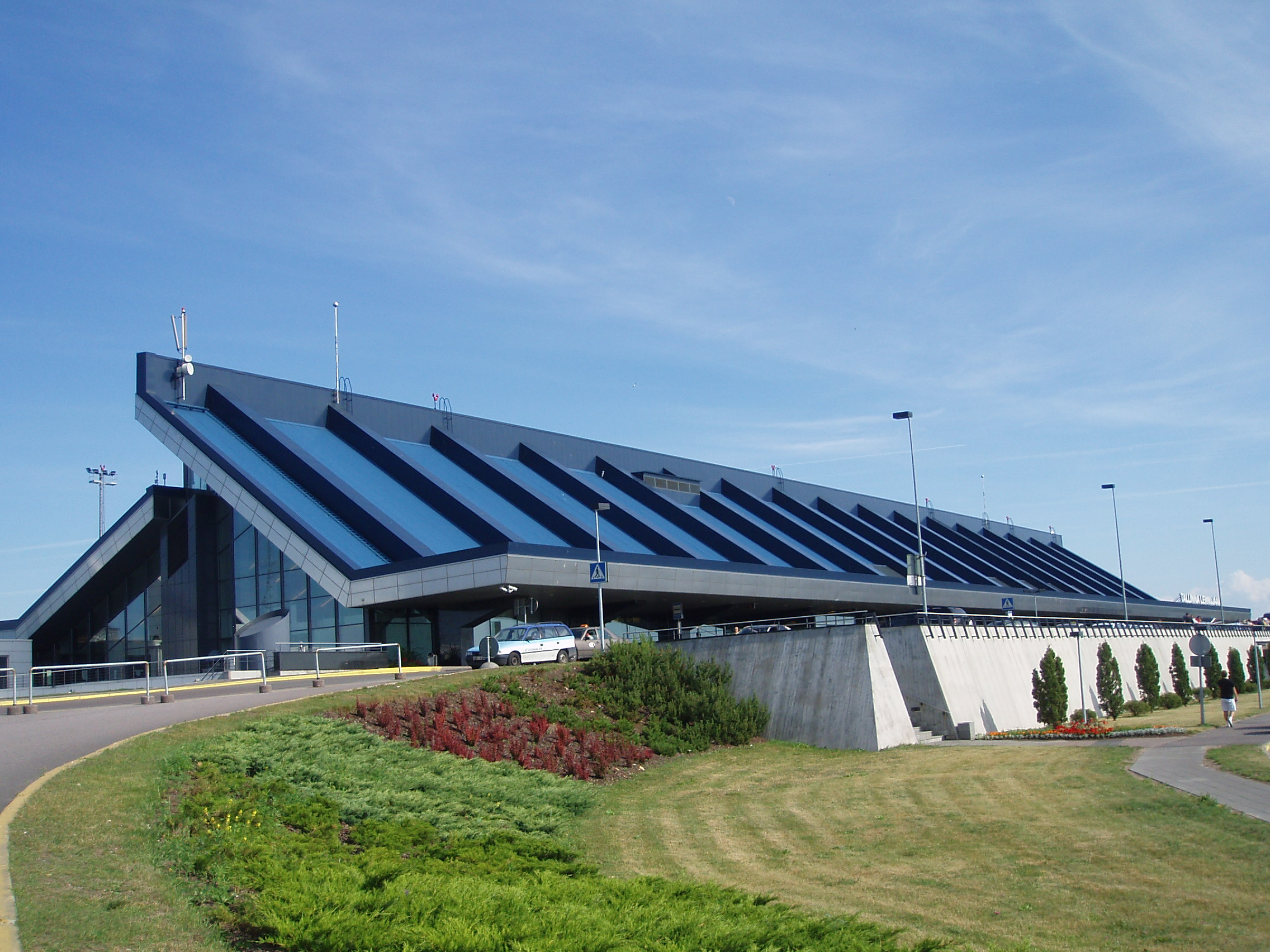
Letiště Tallinn

Největším letištěm v zemi je Mezinárodní letiště Lennarta Meriho, známé také jako letiště Tallinn-Ülemiste. Sídlí zde estonská národní letecká společnost Nordica. Celkový počet cestujících využívajících letiště se od roku 1998 každoročně zvýšil v průměru o 14,2%. Dne 16. listopadu 2012 dosáhlo letiště v Tallinnu poprvé ve své historii mezník dvou milionů cestujících za rok.
Nejvýznamnějším železničním dopravcem je Eesti Raudtee. Společnost navazuje na tradici estonských železnic Eesti Vabariigi Raudtee (Železnice Estonské republiky) z meziválečného období a proto používá také zkratku EVR. I přes pokus o privatizaci byla společnost renacionalizována a zůstává státní.
Významným mezinárodním uzlem vodní dopravy je tallinnský přístav, jeden z největších přístavních podniků v Baltském moři. Estonská republika zůstává největším akcionářem přístavu a drží 67% společnosti.
Estonsko je první zemí na světě, která zavedla celostátní, veřejně přístupný systém pro nabíjení baterií elektrických vozidel. 165 rychlonabíjecích stanic je vybaveno konektory standardu CHAdeMO. Jsou rozmístěny po celé zemi, včetně ostrovů, a je mezi nimi maximální vzdálenost 40–60 km. Relativně hustá síť stanic s 30minutovým nabíjením má otestovat možnost celoevropské elektromobilní sítě. Síť stanic je hustší než v Norsku, přestože tam je čtyřikrát více elektromobilů.

## Obyvatelstvo

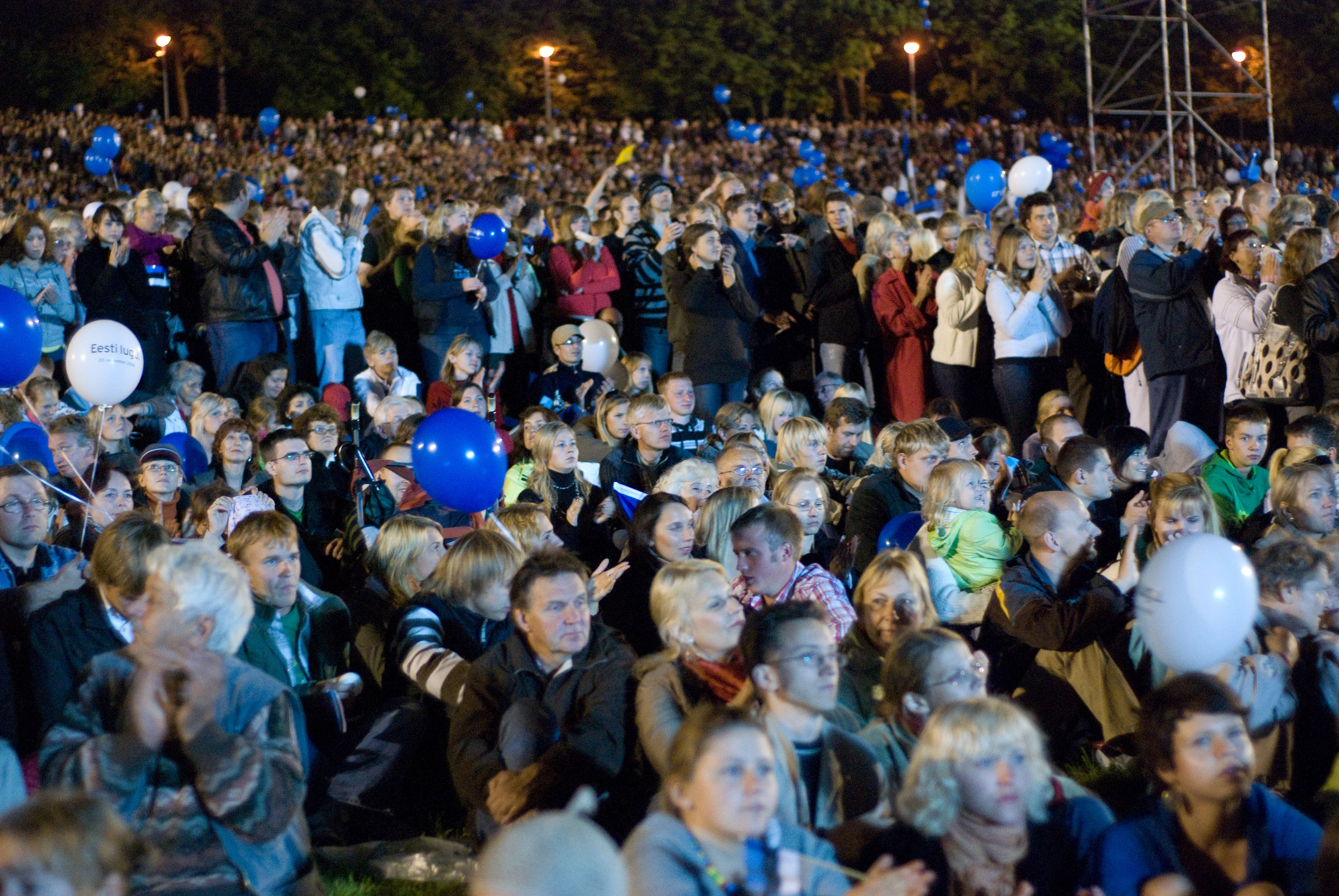
Estonci během festivalu Märkamisaeg

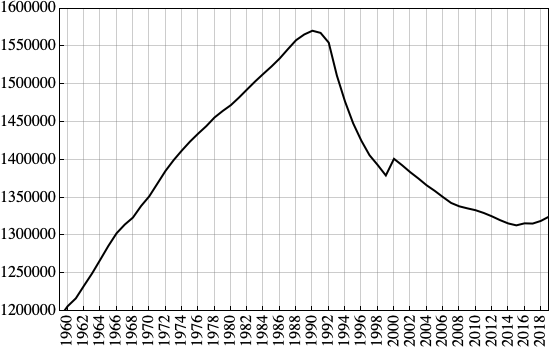
Vývoj počtu obyvatel 1960-2019

Etničtí Estonci tvoří necelých 70 % obyvatelstva a více než 25 % tvoří etničtí Rusové. První a druhá generace imigrantů z různých částí bývalého Sovětského svazu, zejména z Ruska, pak představuje většinu z neestonských obyvatel země. Rusky mluvící menšina žije hlavně v Tallinnu a v průmyslových oblastech na severovýchodě Estonska (Ida-Virumaa). Za zmínku stojí i nepočetná finská menšina.
Mnoho obyvatel ruského původu je v Estonsku v postavení občanů druhé kategorie bez základních práv, tzv. neobčanů. Nemohou například získat místo ve státní správě. Tento status nemá oporu v mezinárodním právu a byl kritizován i parlamentním shromážděním Rady Evropy.
Úředním jazykem je estonština, uralský jazyk blízký finštině. Ruština nemá status úředního jazyka, ale většina lidí ve středním a vyšším věku jí alespoň rozumí (zejména etničtí Rusové, z nichž někteří obývají Tallinn, dříve zvaný Revel, od dob carského Ruska), neboť byla povinným jazykem ve školách v době okupace Sovětským svazem. Mladší lidé většinou mluví dobře anglicky.
Estonská populace od roku 1990, kdy dosáhla počtu 1 569 000, klesá. K začátku roku 2012 ubylo okolo 15 % estonských obyvatel, což je dáno hlavně poklesem porodnosti a emigrací. Nicméně od roku 1998 se porodnost relativně zvýšila. Problémem zůstává i vysoká úmrtnost (22 212 lidí roku 1994, 15 244 v roce 2011), kterou se ale daří postupně snižovat. Nyní obyvatelstvo Estonska začíná pomalu růst, díky tomu, že imigrace do Estonska je větší než emigrace z Estonska. V r.2024 zde žilo 1.373.100 obyvatel.

### Náboženství

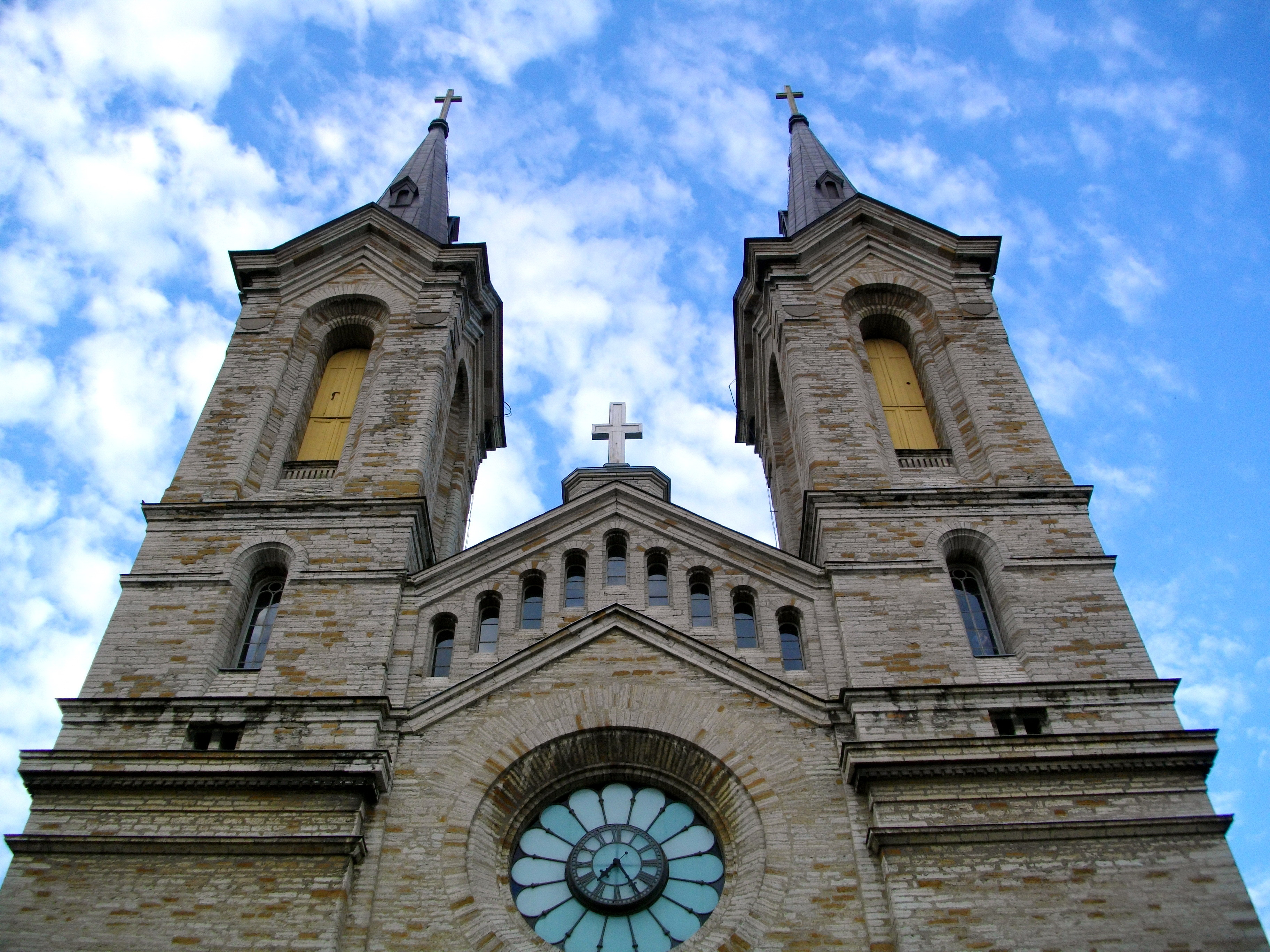
Karlův kostel v Tallinu

Estonci jsou z velké většiny bez vyznání a vliv církví je poměrně malý. Podle projektu Eurobarometr v průzkumech z roku 2005 pouze 16 % Estonců prohlásilo, že věří, že „Bůh existuje“, 54 % věří, že „existuje duch nebo životní síla“ a 26 % nevěří, že „existuje nějaký duch, Bůh nebo životní síla“. Převládajícím náboženstvím etnických Estonců je křesťanství představované Estonskou (luterskou) církví (v roce 2014 měla 143.895 členů). Podle sčítání lidu z roku 2011 se k této církvi hlásilo 9,9 procenta obyvatel Estonska. Většina věřících patřících k ruské menšině se hlásí k ruské pravoslavné církvi. Dle sčítání 2011 bylo pravoslavných věřících v Estonsku 16,2 procenta. Do kategorie „bez vyznání“ se přihlásilo 54,1 % obyvatel. K různým církvím se hlásí méně než třetina dospělého obyvatelstva. Je zde i malá římskokatolická menšina, jejíž počet pomalu stoupá. Už 1.listopadu 1924 vznikla Apoštolská administratura Estonska, potlačená od r.1940 sovětskou bolševickou diktaturou a po r.1991 fakticky obnovená. V r.1999 měla 3.500 věřících, 2002 už jich bylo 5.745, 2017 - 6.500, 2020 - 6.520 a 2022 - 6.700 věřících v 10 farnostech, kde působilo 12diecézních+1řeholní kněz/13celkem/, 1řeholník-bratr a 19 řeholnic. 26.září 2024 byla povýšena na Diecézi Tallin, podřízenou přímo Svatému Stolci v Římě. Biskupem je od 1.dubna 2005 Philippe Jean-Charles Jourdan/z Francie/. 1.4.2005 byl jmenován apoštolským administrátorem a titulárním biskupem z Pertusy - biskupské svěcení proběhlo 10.září 2005. A 26.9.2024 byl jmenován prvobiskupem nově vzniklé tallinské diecéze. Načež 3.listopadu 2024 proběhla jeho intronizace do úřadu. Přítomné jsou i další menší protestantské církve, také Svědkové Jehovovi, židé a novopohané.

### Významná města

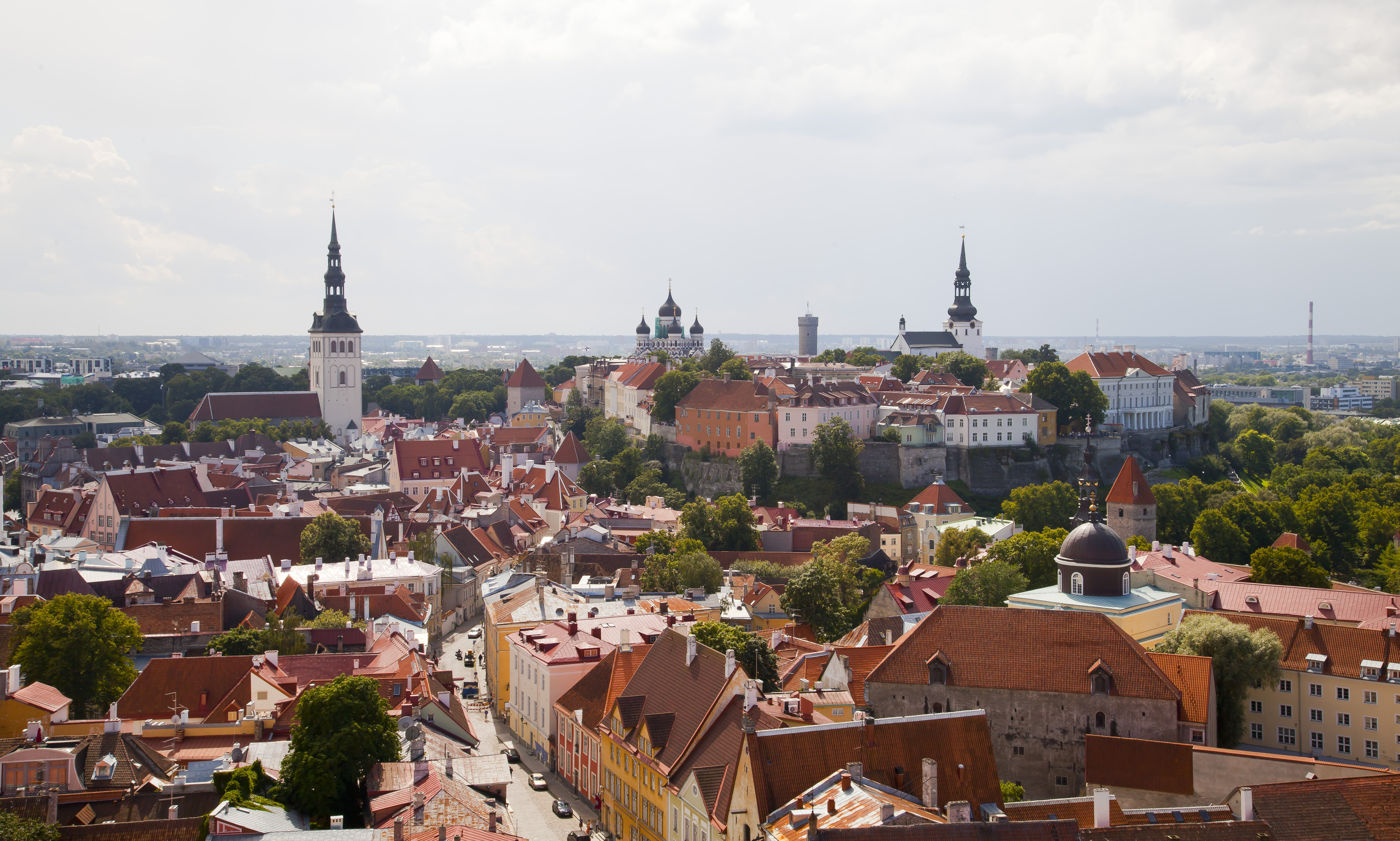
Historické centrum Tallinu

Největším a hlavním městem Estonska je Tallinn (přes 400 tisíc obyvatel), které leží na jižním pobřeží Finského zálivu Baltského moře. Tallinn je hlavním finančním, průmyslovým a kulturním centrem Estonska. Jeho historicky a architektonicky nejcennější částí je Staré Město (Vanalinn), zachovalé středověké hanzovní město, jehož dominantami jsou kostely sv. Mikuláše a sv. Olafa a nad nímž se tyčí hradní vrch Toompea.

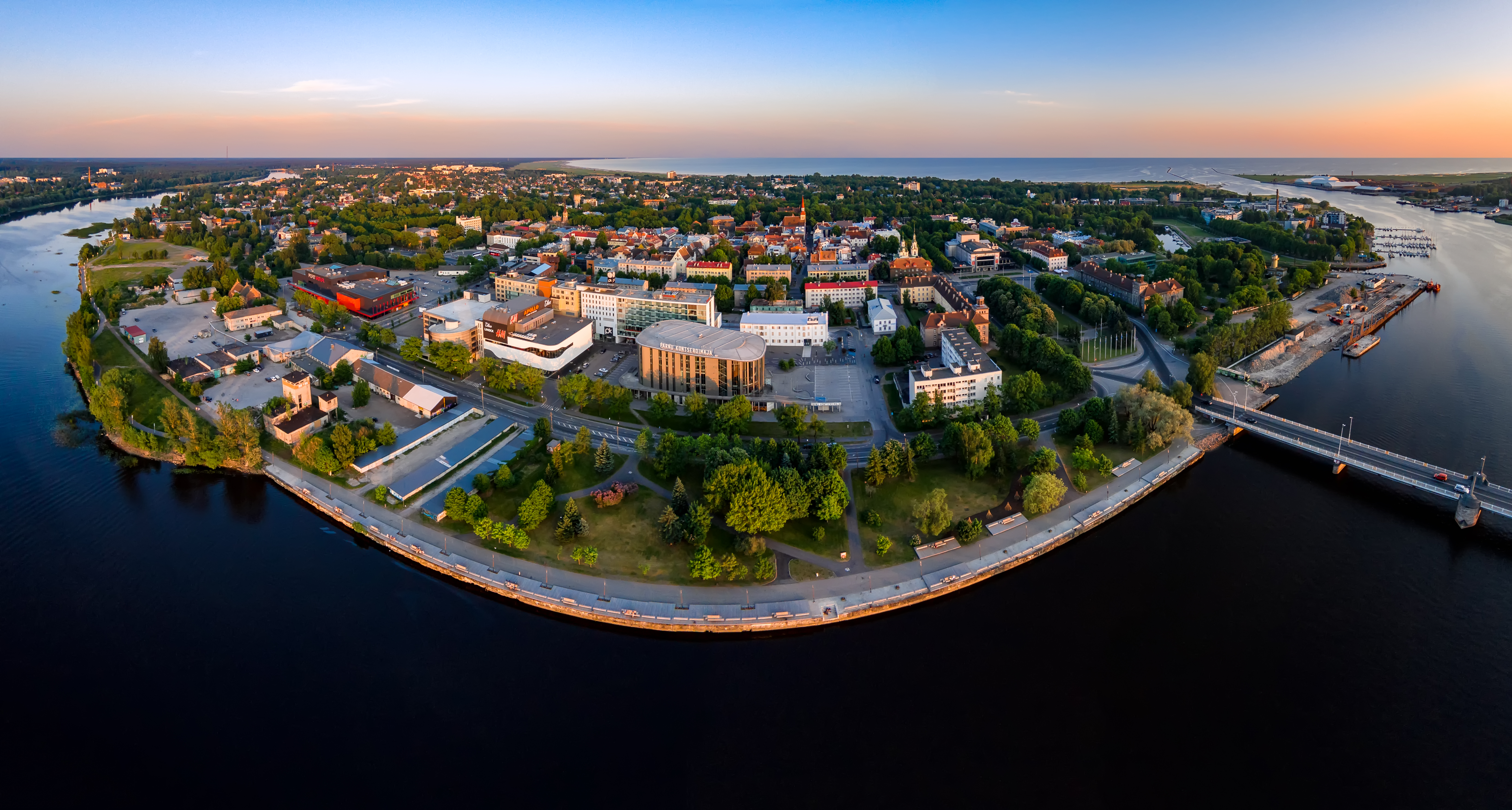
Pärnu

Druhým největším estonským městem je Tartu (90 tisíc obyvatel), ležící ve vnitrozemí na jihovýchodě země, jehož je přirozeným centrem. Tartu je považováno za významné kulturní a vzdělanostní město, protože zde sídlí nejstarší a nejslavnější estonská univerzita. Dalšími důležitými městy jsou Narva (50 tisíc obyvatel), která leží na východě přímo na hranici s Ruskem a v níž je většina obyvatel ruského původu, a Pärnu (40 tisíc obyvatel) ležící v Pernovském zálivu na jihozápadě Estonska, které je známým prázdninovým letoviskem. Větším městem je i průmyslové Kohtla-Järve, ačkoli fakticky jde o administrativní spojení několika územně nesouvisejících sídel.

### Literatura

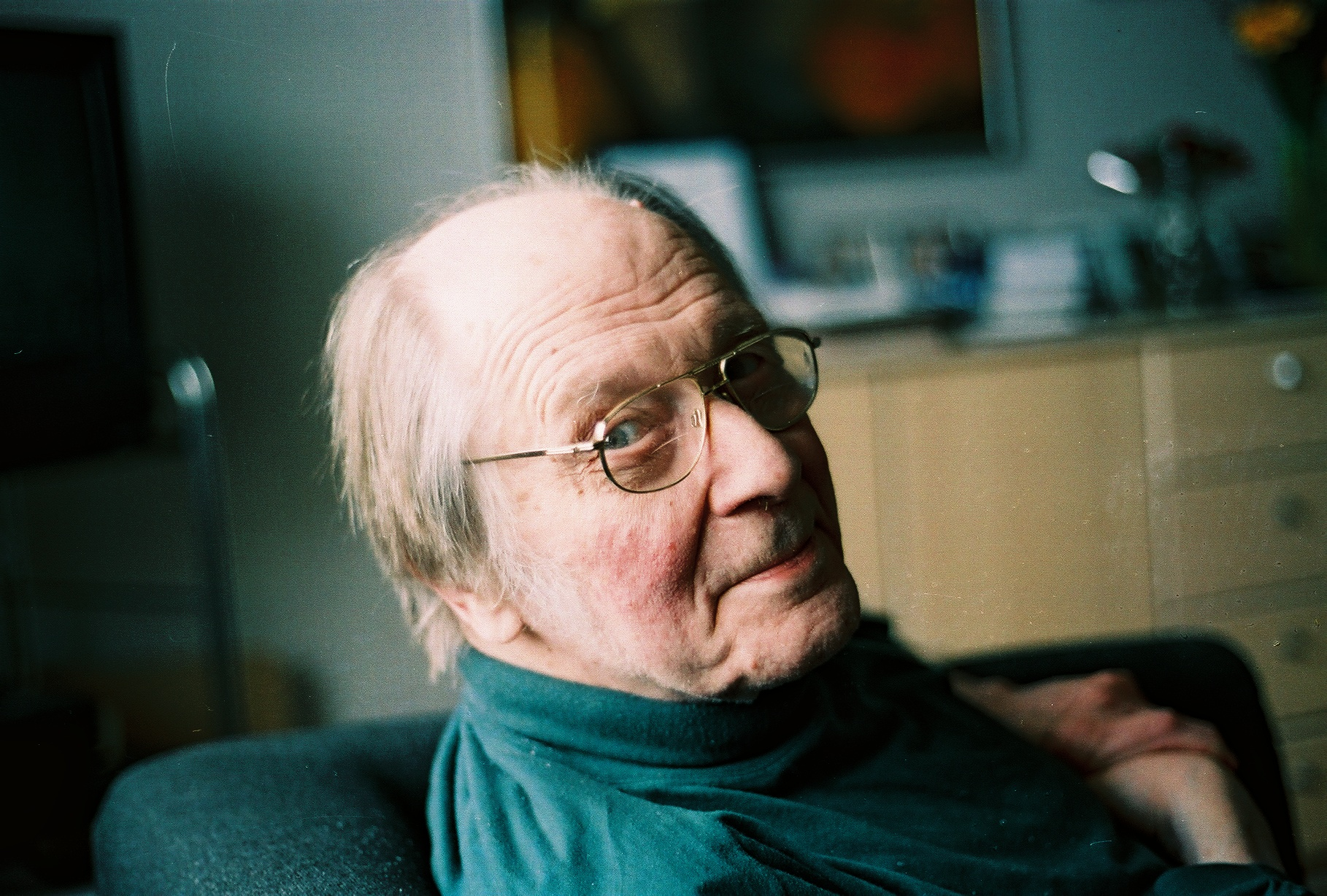
Jaan Kross

## Kultura

### Hudba

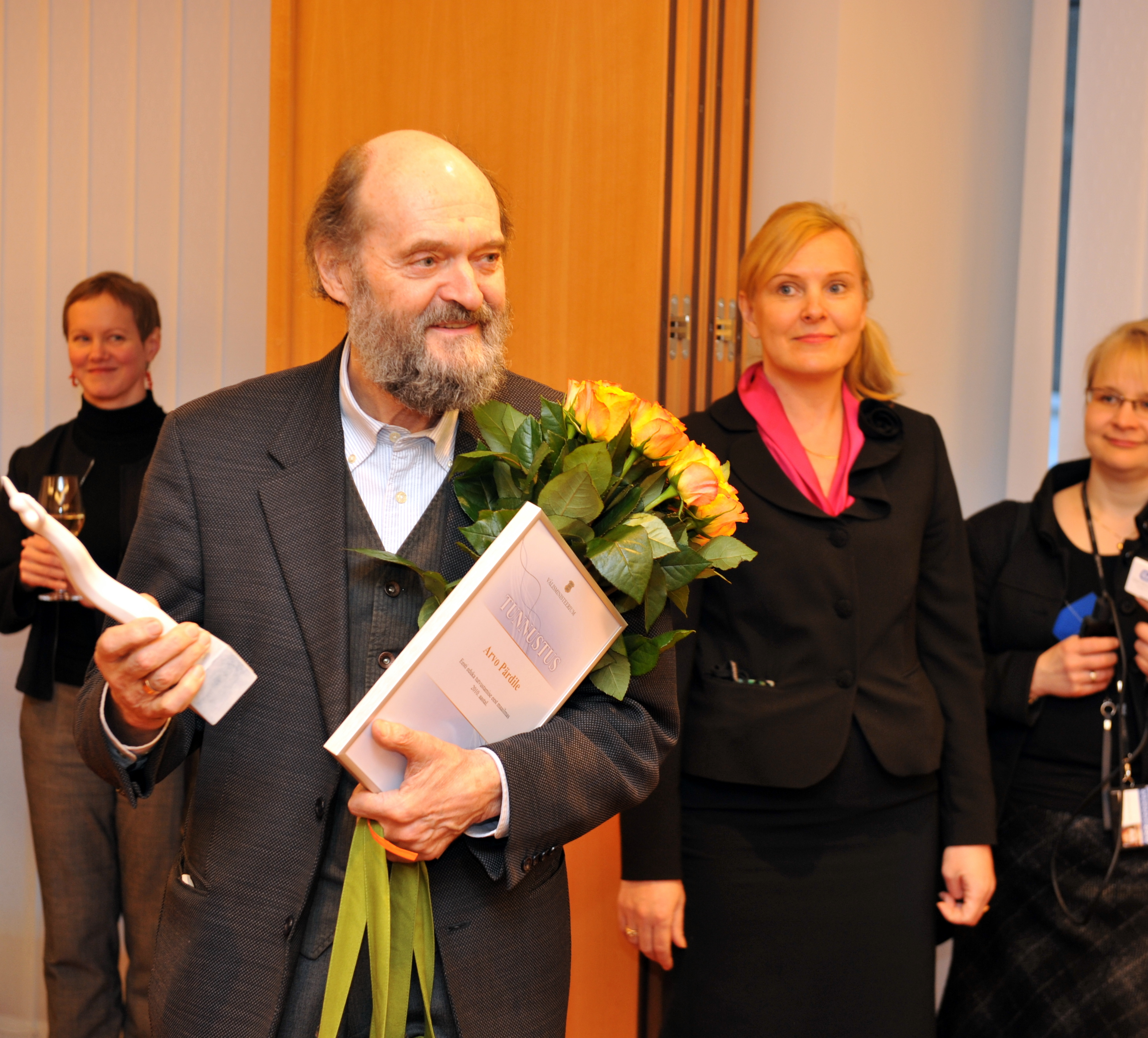
Skladatel Arvo Pärt

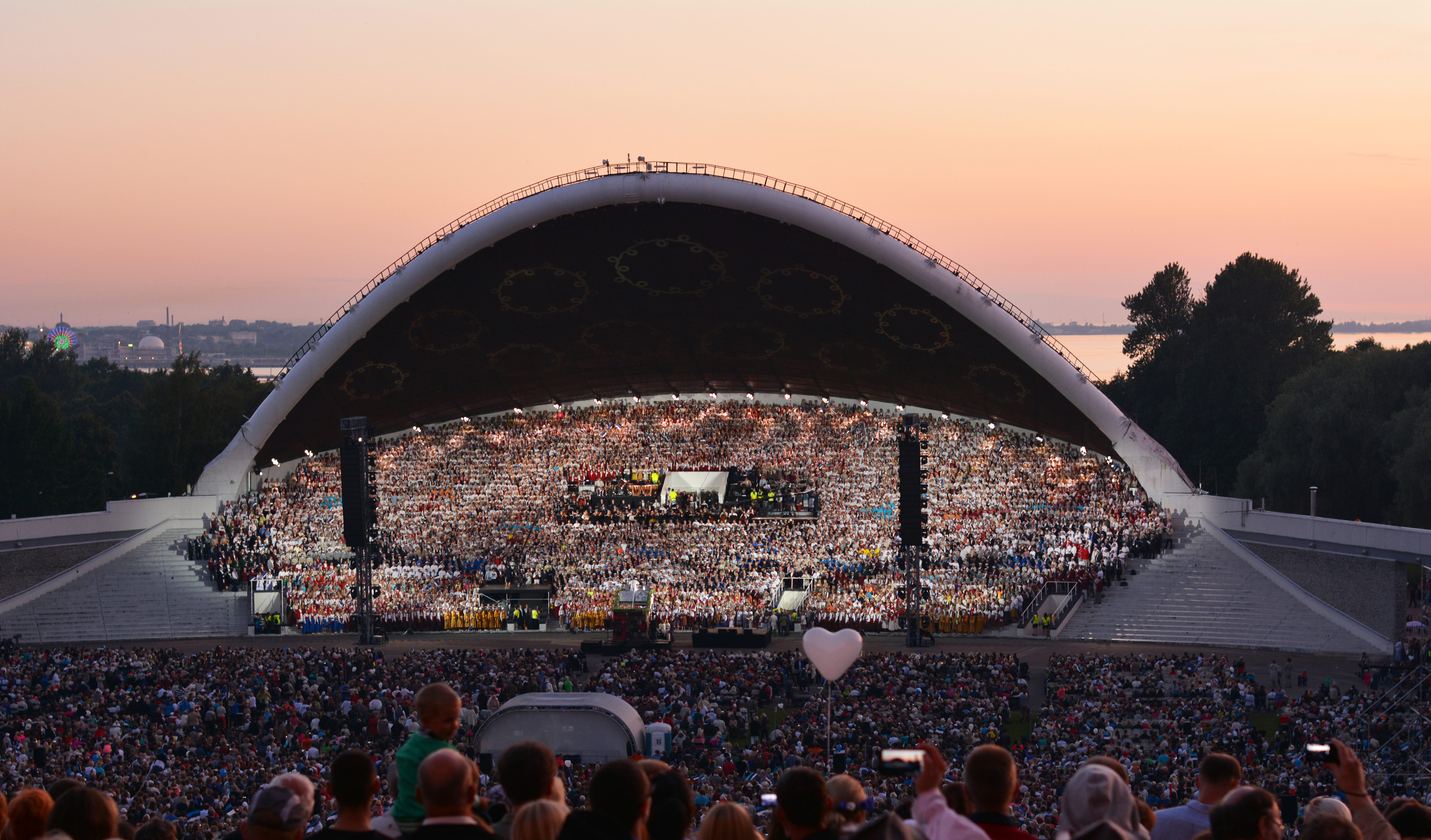
Estonský písňový festival

Nejproslulejšími hudebními skladateli jsou Arvo Pärt, Evald Aav, Eduard Tubin, Rudolf Tobias, Juhan Aavik, Veljo Tormis, Heino Eller, Artur Kapp, z interpretů lze jmenovat dirigenty Neemeho Järviho a Paavo Järviho nebo operního pěvce George Otse. V pop music se prosadila například zpěvačka Kerli nebo skupina Vanilla Ninja. Tanel Padar vyhrál Eurovision Song Contest v roce 2001. V metalu si mezinárodní renomé vydobyla kapela Metsatöll. Velkou tradici má Estonský písňový festival (Laulupidu), který je pořádán od roku 1869. Koná se každých pět let v areálu Lauluväljak a vždy měl i silný politický a nacionalizační význam. Byl zařazen mezi Mistrovská díla ústního a nehmotného dědictví lidstva UNESCO. Stejná organizace jmenovala Tallinn městem hudby.

### Vizuální umění

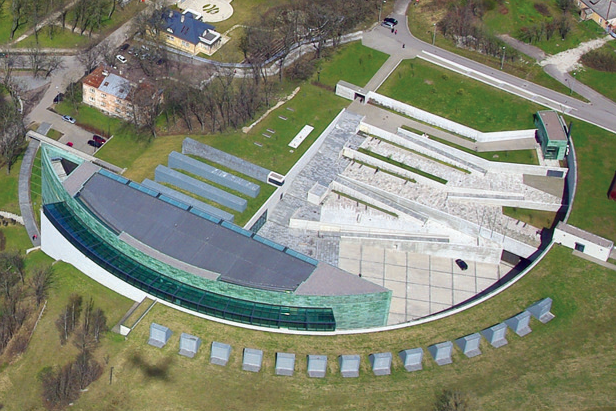
Kumu

Michel Sittow byl významným renesančním malířem, působícím na mnohých panovnických dvorech, mj. v Nizozemsku a Španělsku. Z moderních malířů je ceněno například dílo impresionisty Paula Rauda nebo Konrada Mägiho, který se propracoval k expresionismu. Raudův bratr-dvojče Kristjan Raud proslul jako ilustrátor národního eposu Kalevipoeg. V Estonsku se narodila i Ilon Wiklandová, která v roce 1944 emigrovala s rodinou před Sověty do Švédska, kde proslula jako ilustrátorka knih Astrid Lindgrenové. K nejvýznamnějším galeriím patří Estonské umělecké muzeum sídlící hlavně v Paláci Kadriorg a v nedalekém muzeu moderního umění Kumu, jež bylo otevřeno roku 2006. V Estonsku se narodil významný americký architekt Louis Kahn. V oblasti filmu, ale i punkové hudby, je originální osobností Tõnu Trubetsky. V modelingu se prosadila Carmen Kassová.

### Architektura

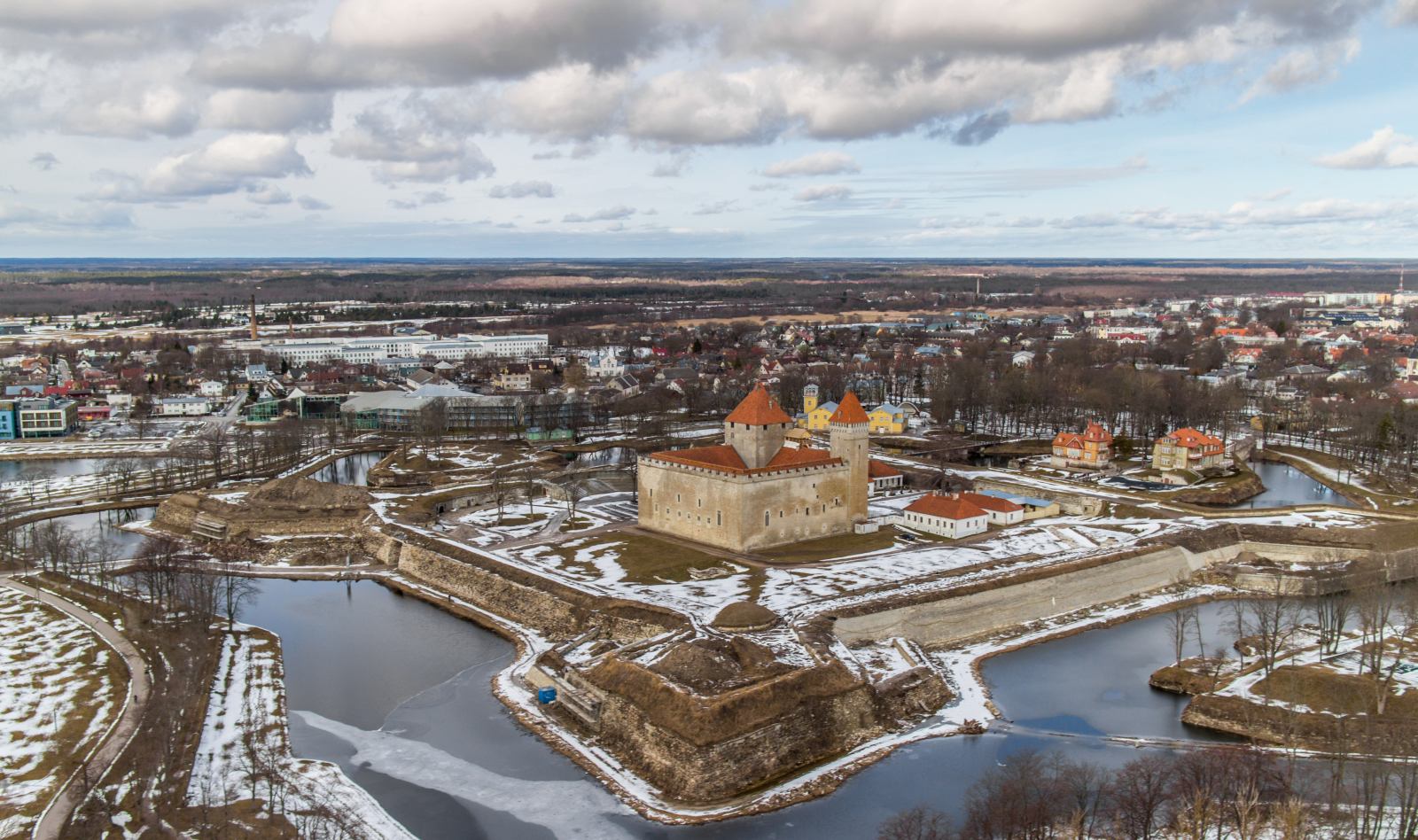
Hrad Kuressaare

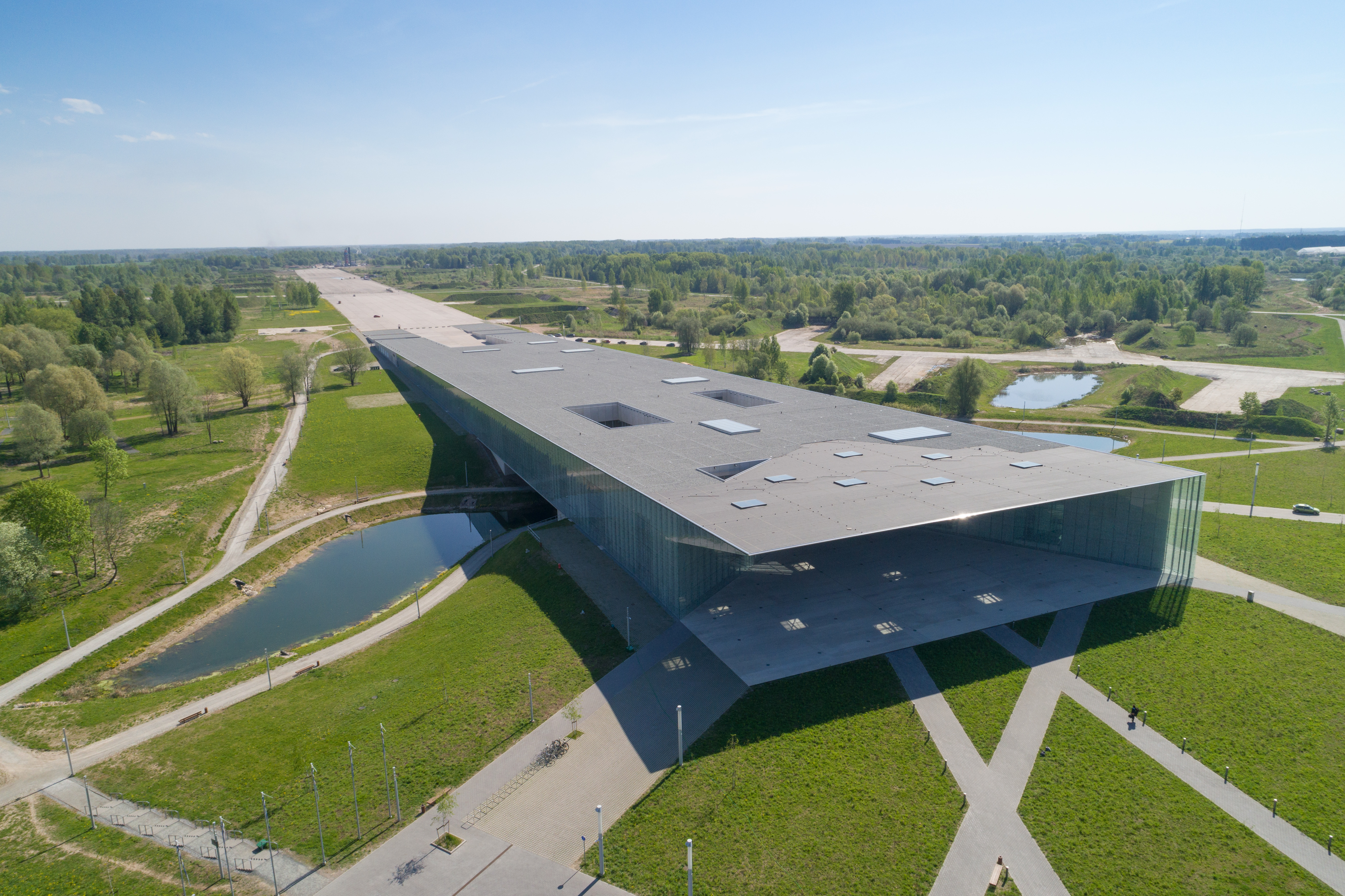
Estonské národní muzeum

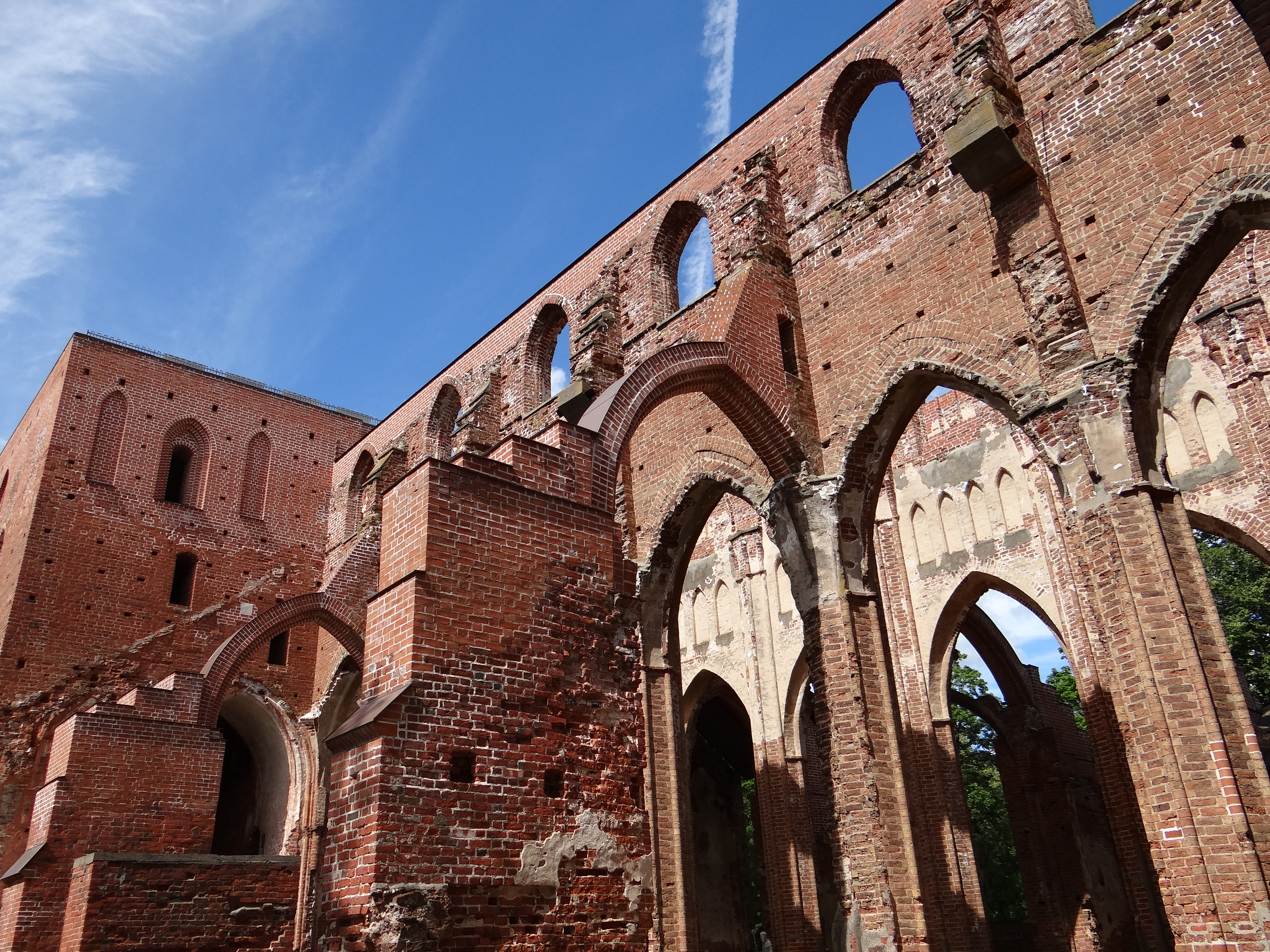
Ruiny katedrály v Tartu

Celé historické centrum Tallinnu bylo v roce 1997 zapsáno na seznam Světového dědictví. Estonsko z památek UNESCO sdílí s řadou dalších zemí také Struveho geodetický oblouk. K významným památkám patří hrad Kuressaare postavený ve 14. století Řádem německých rytířů. K dalším významným hradům patří Haapsalu, hrad Hermann postavený ve 13. století Dány a později užívaný Livonským řádem, hrad Põltsamaa založený ve stejné době samotným řádem, hrad Koluvere. Přímo v Tallinnu se nachází hrad Toompea, s prastarou minulostí sahající do 9. století, ale proměněný mohutnou barokní přístavbou. V něm dnes sídlí estonský parlament. Turisty přitahuje i Katedrála v Tartu, jež disponuje zvláštní atmosférou, neboť je již ruinou. Závanem východu je pravoslavný Chrám svatého Alexandra Něvského v Tallinnu, historicistní dílo Michaila Timofejeviče Preobraženského z 19. století. Protestantskou střídmostí proti tomu vyniká Katedrála Panny Marie v Tallinnu, jež je nejstarším kostelem ve městě a sídlem arcibiskupa tallinnského Estonské evangelické luteránské církve. Kostel svatého Mikuláše v Talllinnu byl vybombardován Sověty za druhé světové války, dnes je zrekonstruován a slouží jako koncertní sál. K dominantám města patří i kostel svatého Olafa, snad postavený Skandinávci již ve 12. století. Příkladem cihlové gotiky je kupříkladu kostel svatého Jana v Tartu. Pozoruhodnou moderní stavbou je budova Estonského národního muzea. Zakladatelem instituce byl Jakob Hurt roku 1919, ale současná budova byla otevřena v roce 2016. Budí obdiv i diskuse, tak jako je budila budova Národní knihovny postavená roku 1993 podle plánů estonského architekta Raine Karpa.

### Estonská kuchyně

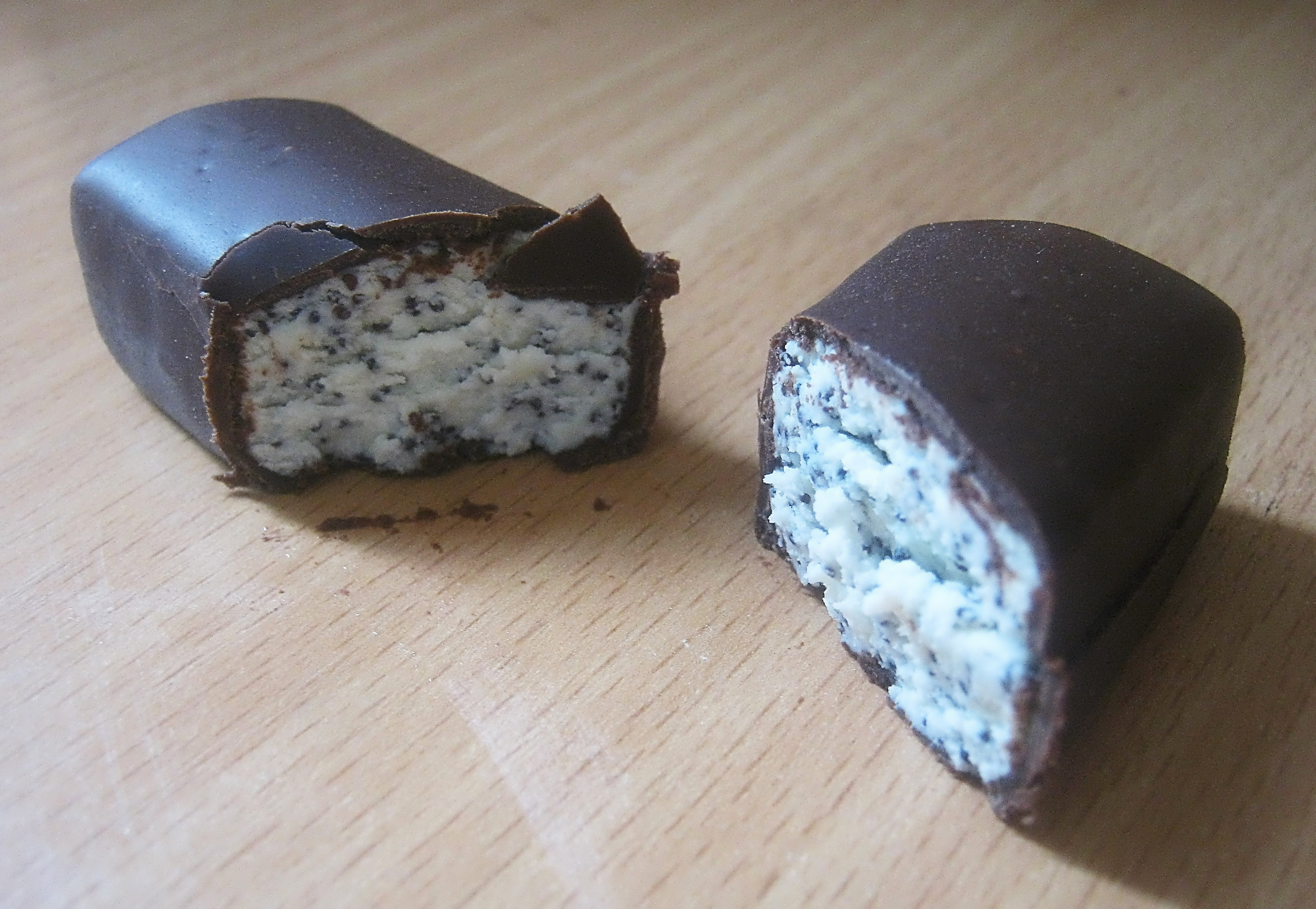
Kohuke

V přímořské části země se jí hlavně rybí maso (sleď, okoun, platýs, šproty). Symbolem estonské kuchyně je sendvič se šproty kiluvõileib. Šproty se podávají i se slaninou a zakysanou smetanou, této úpravě se říká silgusoust. K rybím specialitám patří i baltský sleď salak nebo salát z červené řepy, brambor a sleďů zvaný rosolje. Ve vnitrozemí je kuchyně založena především na vepřovém mase (např. kotleta karbonaad) a nejrůznějších klobásách, které se z něj vyrábějí (např. zabijačková krvavá klobása verivorst). Estonci mají rádi i zvěřinu. Velmi se používá kravské mléko, ze kterého se dělá zakysaná smetana nebo smetana, ze které se připravuje smetanová omáčka zvaná kastmed nebo hrachová kaše kama. Estonská kuchyně používá ke slazení hlavně med, protože v minulosti nebyl v Estonsku cukr k sehnání. Kulinářským překvapením může být pro Středoevropana sladká polévka leivasupp z tmavého chleba, jablek, smetany a skořice. Oblíbené jsou pirohy, v Estonsku zvané pirukad nebo palačinky zvané pankoogid. Ke specialitám patří mulgikapsad, směs ječmene, zelí a slaniny, podávána obvykle s bramborami a smaženou cibulí. Slavnou cukrovinkou je kohuke. Oblíbeným dezertem je kringle, pletenec z listového nebo kvašeného těsta se skořicí nebo kardamonem. Známý je likér Vana Tallinn.

## Věda a vzdělávání

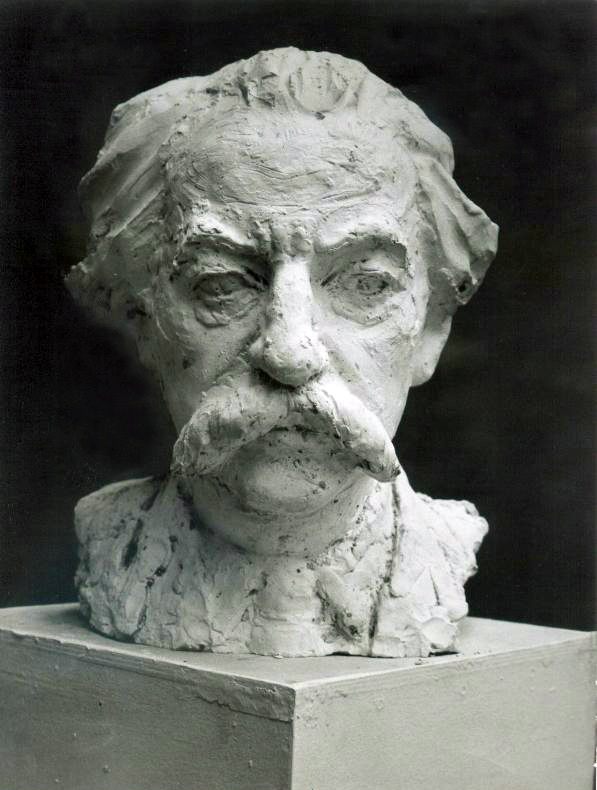
Jurij Lotman

K významným vědcům patří astrofyzik Ernst Öpik, fyzikové Thomas Johann Seebeck, jenž objevil termoelektrický jev, a Heinrich Lenz či optik Bernhard Schmidt. Estonský původ měli i biologové Karl Ernst von Baer, Jakob von Uexküll a Alexander von Middendorff. Jako popularizátorka vědy je v Estonsku velmi známá genetička Riin Tammová.
K nejvýznamnějším světovým sémiotikům patří Jurij Michajlovič Lotman. Lingvista Paul Ariste zasvětil život studiu umírající votštiny. Ve vývoji estonského jazyka sehrál zásadní roli filolog Johannes Aavik. Tvůrcem umělého jazyka Occidental byl baltský Němec Edgar de Wahl. Mezinárodní věhlas získal i filozof a kulturní teoretik Jaan Kaplinski. V Tallinnu se narodil zakladatel gestalt psychologie Wolfgang Köhler, výzkumem paměti proslul Endel Tulving. Významným ekonomem byl Ragnar Nurkse.

Základní školy jsou v Estonsku devítileté (7–15 let) a jsou povinné pro všechny. Žáci, kteří absolvují základní školu, obdrží certifikát, který jim dává právo pokračovat v dalším vzdělávání. Existují dvě varianty dalšího studia (obě po třech letech studia). První variantou jsou sekundární obecně vzdělávací školy (gymnázia), druhou pak odborně vzdělávací školy. Bezprostředně po vystudování gymnázia obdrží studenti certifikát, který jim dává možnost studovat dále. Vyšší vzdělávání je zajišťováno univerzitami a také institucemi vyššího vzdělávání. Studium na univerzitě je rozděleno do několika částí. První etapou jsou bakalářská studia (obvykle tříletá), druhou magisterská studia (obvykle dvouletá), třetí pak doktorská studia (obvykle čtyřletá).

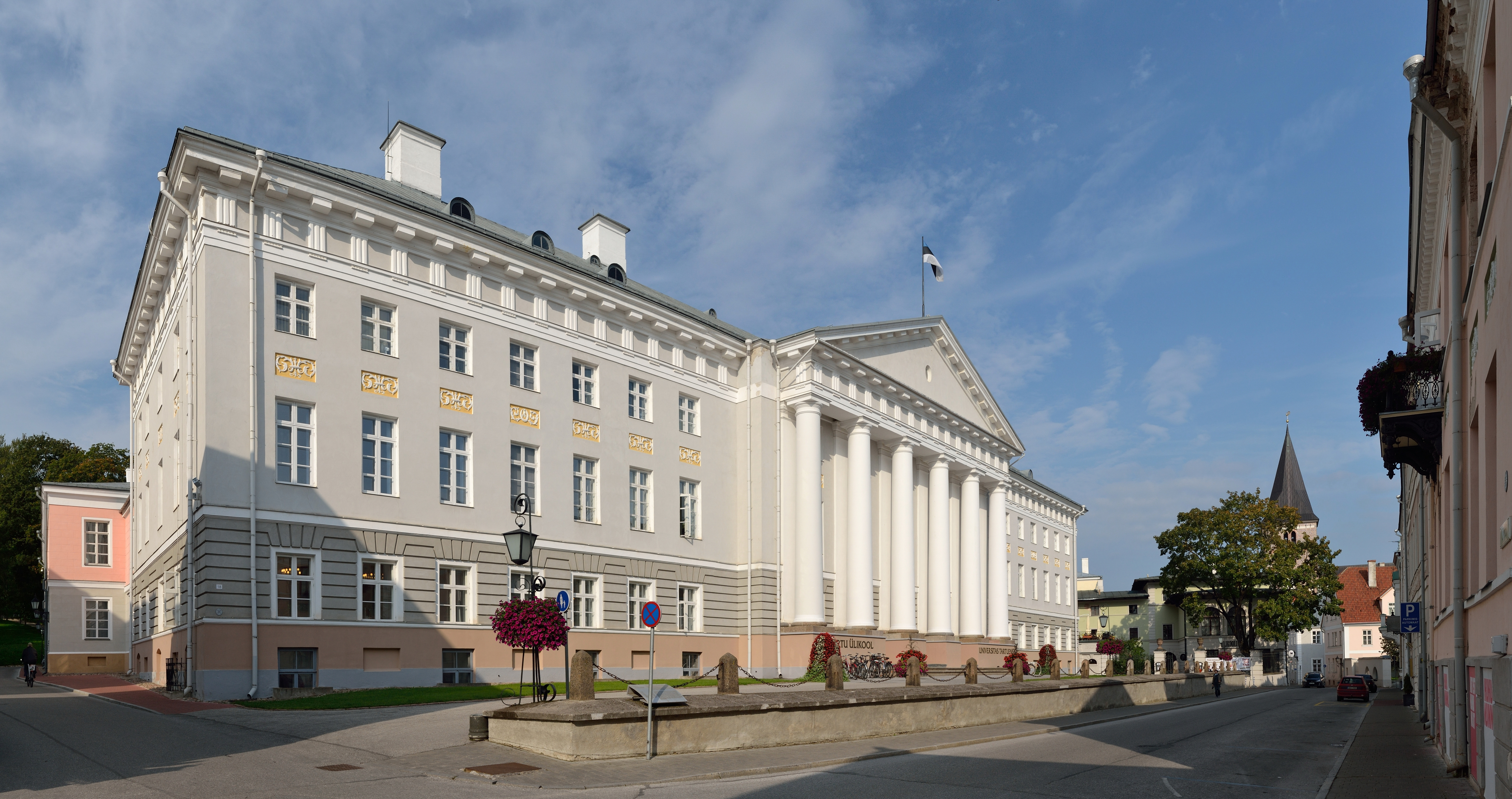
Univerzita v Tartu

Nejslavnější a nejstarší estonskou institucí terciárního vzdělávání je univerzita v Tartu. Vznikla roku 1632. Roku 1919 zde bylo zahájeno vyučování v estonštině. Toho roku byla založena i Tallinnská univerzita, rok předtím Tallinnská technická univerzita. Tyto tři instituce jsou třemi největšími vysokými školami v zemi. Vědecký výzkum organizuje i Estonská akademie věd, založená v roce 1938.
V roce 2018 vláda spustila projekt genetického poradenství estonským občanům. Sto tisíc Estonců si mohlo nechat zdarma analyzovat svou DNA a zjistit, zda není geneticky predisponováno k chorobám jako je cukrovka či kardiovaskulární onemocnění, a podle toho upravit svůj životní styl. Jde o první státem garantovanou službu tohoto druhu na světě.

## Sport

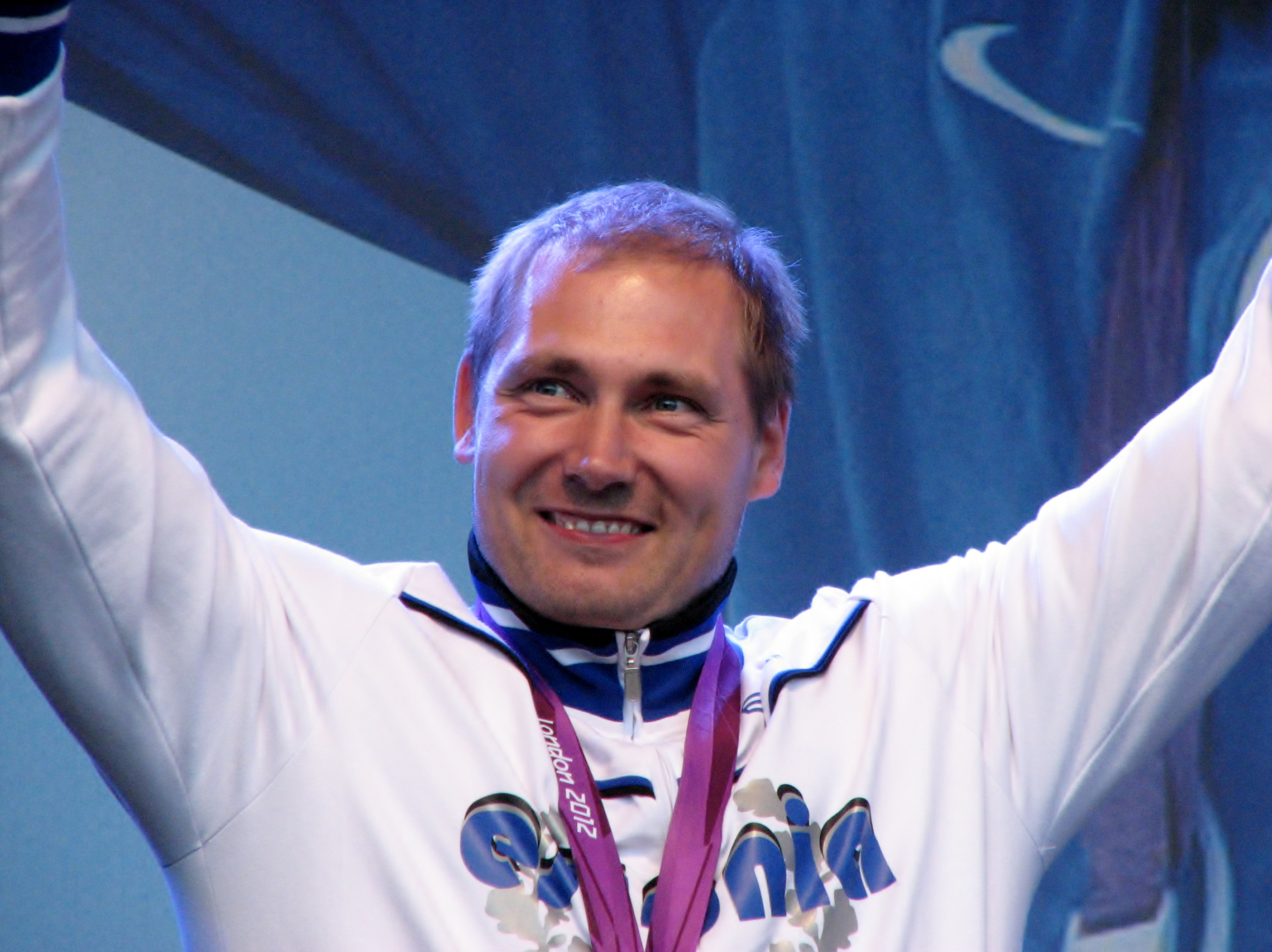
Diskař Gerd Kanter

Samostatné Estonsko po roce 1991 získalo již osm zlatých olympijských medailí. Tu první získala dráhová cyklistka Erika Salumäeová na olympiádě v Barceloně roku 1992. Další zlato v Sydney 2000 přidal desetibojař Erki Nool. V Pekingu 2008 ho napodobil další atlet, diskař Gerd Kanter. V Tokiu 2020 vystoupal na vrchol stupňů vítězů ženský tým šermířek. Ještě lepší bilanci mají Estonci na olympiádě zimní, zejména díky dvěma běžcům na lyžích a dvojnásobným olympijským vítězům – Andrusu Veerpaluovi (dvě zlata) a Kristině Šmigunové (taktéž dvě olympijská zlata). Ale i meziválečné samostatné Estonsko sbíralo olympijské vavříny – zápasník Kristjan Palusalu přivezl dvě zlaté z Berlína v roce 1936 (z volného stylu i zápasu řecko-římského). I další zlaté brali mezi válkami zápasníci – Eduard Pütsep (1924), Osvald Käpp (1928) a Voldemar Väli (1928). Jediná nezápasnická medaile byla hned ta první a získal ji vzpěrač Alfred Neuland (1920).

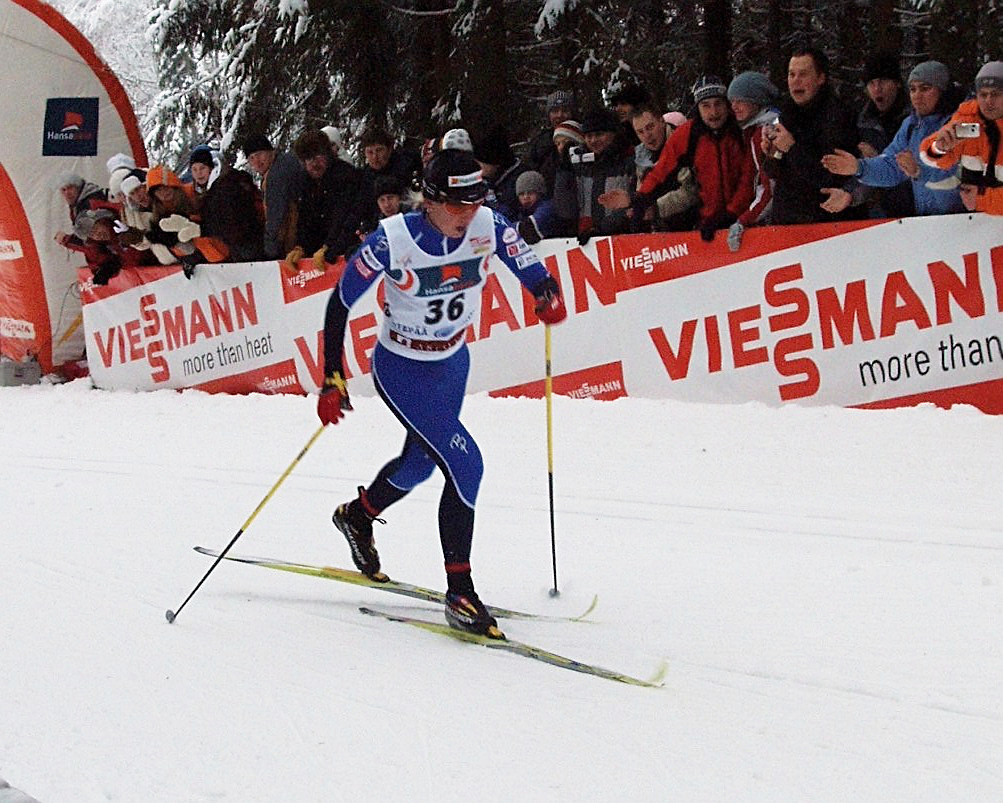
Kristina Šmigunová

Řada Estonců ovšem uspěla i v barvách Sovětského svazu, lze vzpomenout rychlobruslaře Antse Antsona (zlato OH 1964), zápasníka Johannese Kotkase (zlato z OH 1952), vzpěrače Jaana Taltse (zlato z OH 1972), výškaře Jüriho Tarmaka (zlato z OH 1972), cyklistu Aava Pikkuuse (zlato z OH 1976), trojskokana Jaaka Uudmäe (zlato z OH 1980) či basketbalistu Tiita Sokka (zlato z OH 1988).
Mistry světa jsou například oštěpař Andrus Värnik (2005), akrobatická lyžařka Kelly Sildaruová (2019), zápasník August Englas (1953), veslař Jüri Jaanson (1990) či šermíř Nikolaj Novosjolov (2010, 2013). Celkově je estonský šerm na světové úrovni, estonské šermířky pravidelně sbírají medaile na olympijských hrách. Úspěšný byl i šachista Paul Keres. V roce 2019 se stal mistrem světa v rallye Ott Tänak s vozem Toyota. Mezi další úspěšné sporty patří ženský tenis, Anett Kontaveitová to na žebříčku WTA dotáhla na 5. místo, Kaia Kanepiová na patnácté. Estonsko je relativně úspěšné i v biatlonu, za zmínku stojí 2. místo v závodu dvojic na mistrovství světa či individuální 2. místo Rolanda Lessinga. Estonská fotbalová liga se nazývá Meistriliiga, nejúspěšnějšími týmy jsou Flora Tallinn a Levandia Tallin. Nejúspěšnějším estonským fotbalistou je Ragnar Klavan, hrající za anglický Liverpool FC.
Basketbalový tým BC Kalev Tallin hrál nejvyšší ruskou basketbalovou soutěž VTB, kde patřil k nejúspěšnějším týmům, avšak 24. února 2022 ji opustil na protest proti ruské invazi na Ukrajinu.